# Storia di Ortona

Stemma civico di Ortona

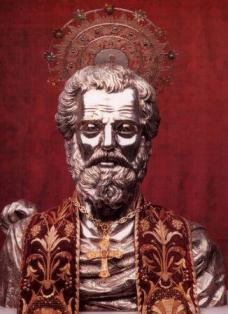
Busto reliquiario di San Tommaso, presso la cattedrale di Ortona

La pagina illustra la storia di Ortona, città della provincia di Chieti.

## Fondazione e civiltà italica
È incerta la data di fondazione della città; sappiamo per certo, dati i ritrovamenti nella zona del Castello Aragonese, che il sito fu abitato già dall'età del bronzo. Sappiamo che Ortona fu abitata al Neolitico e che le abitazioni si trovavano su promontorio franato del Castello Aragonese. Son stati ritrovati inoltre dei fili da pesca. Lo stesso toponimo Ortona o meglio Hortona potrebbe essere di origine pre o protoindoeuropea. In epoca storica fu abitata dalla popolazione italica dei Frentani che ne fecero il loro porto, da cui la definizione del geografo greco Strabone che la definì "Hortòn epineiòn frentanòn", Ortona porto dei Frentani. In quanto tale nel I secolo a.C. partecipò alla rivolta antiromana di quei popoli che uniti in una lega con capitale Corfinio, per la prima volta nella storia si definirono "Italici".

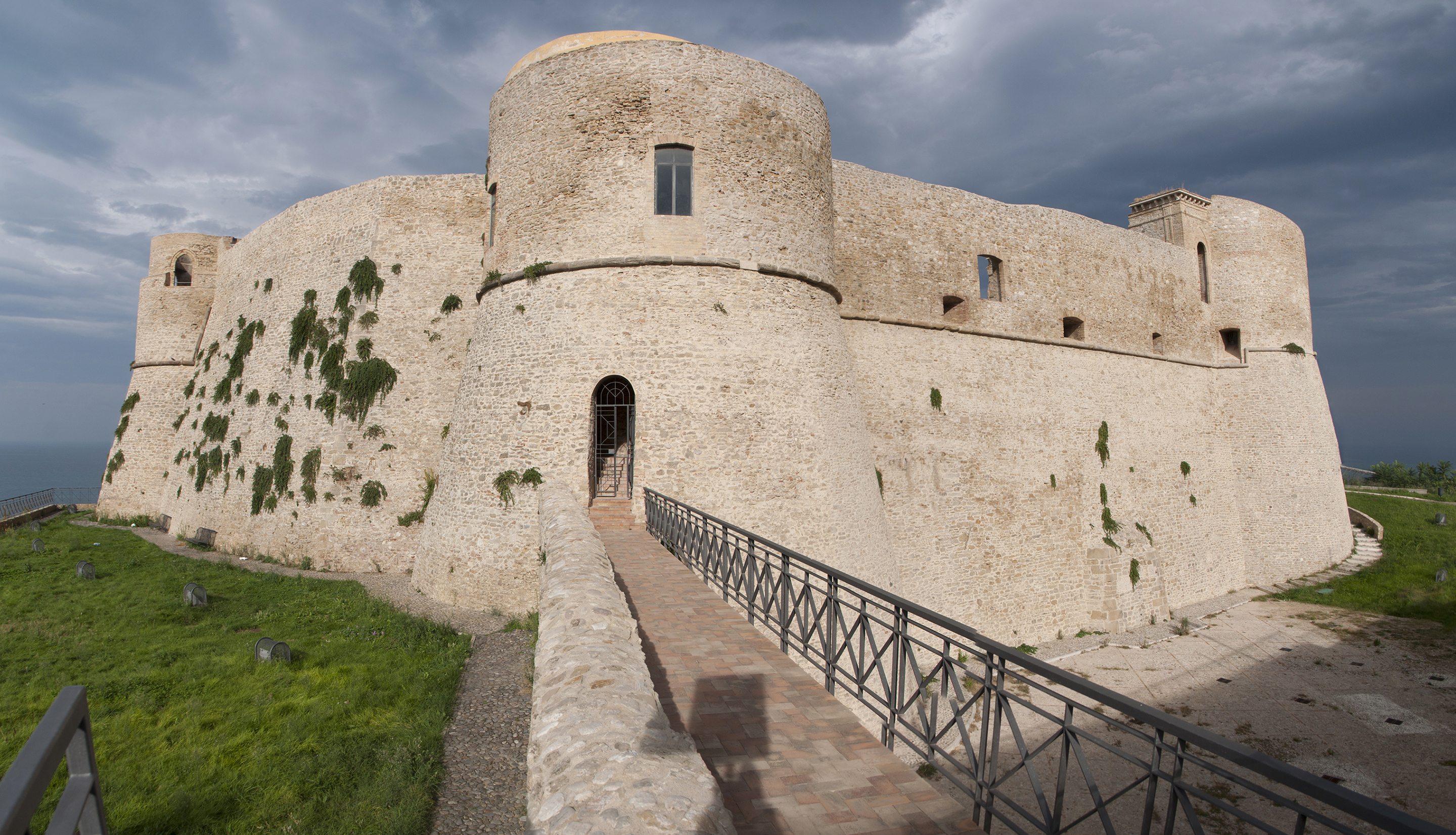
Castello aragonese

Una leggenda popolare riportata dallo storico Giovan Battista de Lectis vuole che durante la Seconda guerra punica il generale Annibale, in direzione di Nola, si fosse fermato nei pressi di Ortona, nella zona tratturale di Armentizia, per abbeverare i cavalli a una fontana. Tale fontana (la cui conformazione attuale risale al restauro del XVI secolo), è soprannominata "Fontana di Annibale", o del Peticcio, perché si trova presso il torrente omonimo nella zona nord della città che sfocia al mare. Lo storico lancianese Omobono Bocache ricorda che vi stazionarono anche i francesi nel 1799, giungendo nell'ottobre da Pescara per risalire il piano del Carmine e assediare la città.
Per secoli la Fonte Peticcia fu un punto d'incontro tra i contadini e i pescatori per lo scambio di merci.
A testimoniare, anche se con certi dubbi poiché la sua opera è di carattere prettamente encomiastica che ha poco di storico, e non cita quasi nessuna fonte se non Strabone per il proto antico ortonese, la presenza di Annibale in Abruzzo è stato il ritrovamento nel XVI secolo di teschi molto grandi con un solo occhio da parte di contadini, come testimoniato dallo storico locale Giovan Battista de Lectis. La credenza popolare riguardo a queste teste, come sostiene sempre il De Lectis, paventava la presenza addirittura di Ciclopi, leggenda presente anche nella Marsica, da dove Annibale sarebbe transitato. Tuttavia le opinioni del De Lectis oggi non trovano fondamento storico.

## Epoca romana
Roma comprese immediatamente l'importanza dello scalo commerciale di Ortona, e il porto venne potenziato dopo che le terre dei Frentani vennero conquistate. Durante l'occupazione romana, Ortona fu tra le principali città della Regione Sannita IV (quando Augusto riformulò le province dell'Italia nel I secolo a.C.) a beneficiare del commercio marittimo sull'Adriatico. A nord confinava con i porti di Ostia Aterni (Pescara), aveva il potere sulla foce del fiume Arielli, ed a sud con il porto di Murata Bassa ovvero Gualdum (San Vito Chietino) e con quello di Buca e Punta d'Erce (Vasto), e tessette rapporti secolari di traffico commerciale anche con la Puglia dei Dauni e con i Messapi salentini.

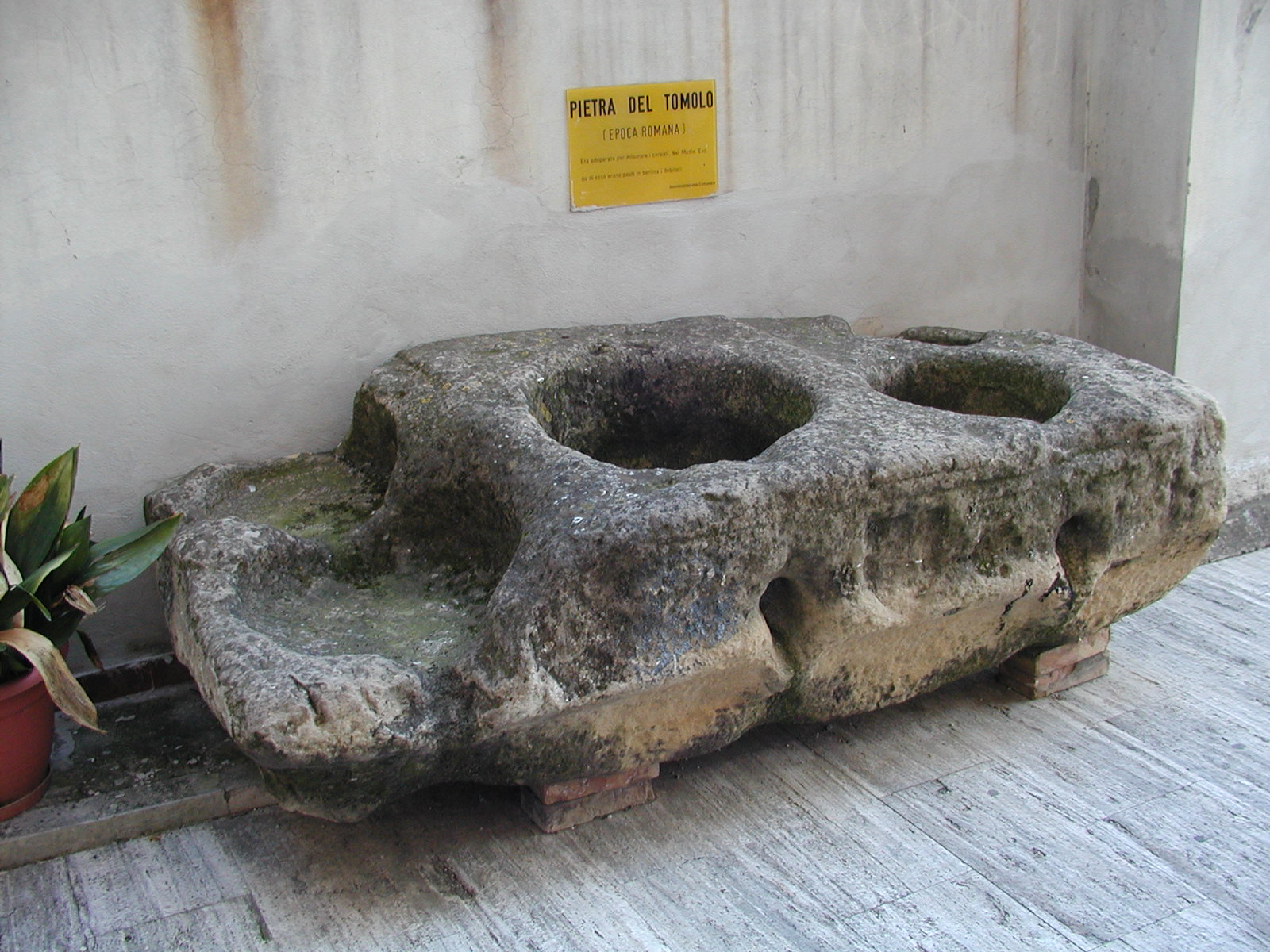
Pietra del tomolo d'epoca romana, conservata all'ingresso del Palazzo Farnese

Sulla città italica, l'arx che si trovava sulla falesia tufacea dove si trova il castello aragonese, fu costruita la città romana, come hanno evidenziato alcuni scavi archeologici dei primi anni 2000, durante il recupero del castello, della quale permangono alcuni tracciati stradali e porzioni di recinto dell'urbe, della quale sono stati rinvenuti diversi reperti. Pressappoco l'abitato romano di "Hortona" ricalcava le strade dell'attuale rione Terravecchia, da Largo Castello aveva il cardo maximus nel corso Matteotti, fino alla piazza Municipio, la circonvallazione delle strade abbracciava la Ripa Grande, attuale Passeggiata Orientale, e viale D'Annunzio (ex via Porta Marina), fino ad arrivare al Piano del Carmine, attuale piazza Plebiscito, poiché prima della cementificazione e la costruzione del parcheggio multipiano, aveva un profondo fosso che la divideva dal colle del Carmine e dei Cappuccini.
La città fu interamente conquistata nel I secolo a.C. durante la Guerra sociale contro Roma, avendo aderito alla Lega Italica di Corfinium, tuttavia i Frentani in tempo si erano ritirati dalla rivolta antiromana, non subendo gravi distruzioni o confische.
La zona romana della città antica è stata individuata da piazza della Repubblica (dove c'è il comune), fino al Castello Aragonese, passando per la via della Cattedrale. Nel castello è stata trovata l'area dell'arx romana, mentre fuori dall'abitato sono stati rinvenuti altri reperti. Vi è una tomba chiamata "Pietra di Morrecine", nella contrada omonima, vicino a Contrada Riccio, mentre in contrada San Donato, presso il fiume Moro, è stata trovata una strada romana, vicino alla Basilica paleocristiana di San Marco.
Di medievale, anche se è stato dimostrato che era usata già dall'epoca romana per dividere i pesi, è la pietra "del tomolo", esposta presso l'ingresso della Pinacoteca civica Cascella nel palazzo Farnese.
Insomma l'antico abitato di Ortona, che ancora oggi conserva molto bene il centro storico nella parte più alta del colle tufaceo che va a strapiombo sull'Adriatico, dacché fu ricostruito nel XIII secolo, costituì da subito un approdo naturale ben difeso dalle mura e dei vari fortini che confluiranno nel XV secolo nel castello aragonese con le mura Caldoriane. Durante gli scavi archeologici del 1999, quando si restaurò il castello danneggiato dalla guerra, è stato individuato nella corte del maniero uno strato antropico riferibile a un abitato protostorico. Tale strato fu modificato nell'età romana, durante i lavori di realizzazione di una cisterna circolare in calcestruzzo.
Ciò ha restituito frammenti di ceramica a impasto, databili dall'Età del Ferro al periodo italico del VI secolo a.C. Insomma l'originale abitato protostorico ortonese che partiva dall'area del castello, si sviluppò verso l'entroterra a sud, lungo la direttrice del Corso Matteotti. Questi frammenti oggi sono conservati nel Museo Bizantino dell'Abruzzo Altomedievale del castello ducale di Crecchio, a poca distanza da Ortona, insieme ad altri reperti dell'età bizantina del V-VI secolo d.C.

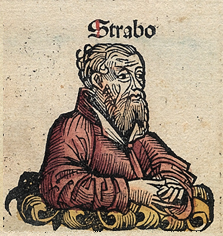
Il geografo Strabone in una stampa del 1493, che definì Ortona epineiòn Frentanòn, ossia città porto dei Frentani

L'assetto romano dell'antica Hortona, chiaramente riconoscibile dagli assi longitudinali dei tipici cardo e decumano dell'Urbe, ossia dal castello al Largo Farnese mediante il corso Matteotti, risale al I secolo a.C., e l'area dell'antica cittadina comprendeva anche la zona del corso Vittorio Emanuele, che si sviluppa più a sud, poi via Acciaiuoli, piazza Risorgimento, via Luisa d'Annunzio, via della Fortuna, tutti assi ortogonali. Lavori del 1996 in via Roma hanno rivelato la presenza di livelli stradali più antichi, riferibili al tracciato del I secolo d.C., e in questa parte si doveva trovare la grande cisterna rinvenuta nel 1999. L'antico approdo dei Frentani al porto è stato scoperto per via della frana del 1946 che ha inghiottito metà del castello. La zona in antichità denominata "Lo Scalo", che si affaccia sul porto ortonese e sul faro moderno, è stata oggetto di studi per la presenza di resti di architetture e di rinvenimenti ceramici.
Altro approdo storico di Ortona era lo scalo di Punta Ferruccio e Punta Lunga, nella località San Marco-Ripari di Giobbe, dove sono state trovate un'ancora romana, poi ci sono anche la Foce e il Peticcio, a ridosso del cimitero comunale.
A partire dal XVI secolo, il piccolo borgo marinaro medievale sorto su quello romano, iniziò ad essere chiamato "Terravecchia", termine consueto per evidenziare la differenza tra i villaggi storici e i relativi quartieri di costruzione a partire dal Cinquecento sino al Settecento. A Ortona il rione Terranova era quello che prese a svilupparsi dal XVII secolo, benché l'area fosse già stata compresa dentro mura medievali edificate nel 1425-29 da Jacopo Caldora, che terminavano nel punto meridionale di Porta Caldari,  in poi lungo la direttrice del corso Vittorio Emanuele, occupando la porzione difesa dalle mura di Giacomo Caldora che comprendeva Porta Caldari, Porta San Giacomo e Porta Santa Caterina, ed i relativi orti dei monasteri di Santa Caterina d'Alessandria delle monache Celestine femmine e di Santa Maria di Costantinopoli, fuori dalle mura.

## Medioevo

### Bizantini a Ortona
Caduto l'impero romano la città passò sotto la dominazione bizantina nel VI secolo; lo studio di Andrea Staffa è sempre utile a ricostruire i traffici commerciali dei Bizantini nell'area dell'hinterland frentano-pescarese, i reperti sono conservati nel Museo dell'Abruzzo bizantino e altomedievale di Crecchio, paese non molto distante da Ortona; durante la quale diventò sia punto strategico della guerra contro i Longobardi che controllavano l'entroterra, sia luogo per lo scambio di merci tra questi. Nell'anno 803 fu conquistata dai Franchi e annessa alla contea di Chieti. Della testimonianza longobarda restano reperti conservati nel vicino Castello Ducale di Crecchio, di architettura vera e propria non resta molto, il papa Gregorio Magno cita nelle sue lettere una chiesa dedicata a Santa Maria degli Angeli esistente in Ortona, con diocesi a sé, dipendente dal vescovo di Chieti. Attualmente in contrada San Donato rimangono i cospicui resti della Basilica di San Marco, presso Punta dell'Acquabella.

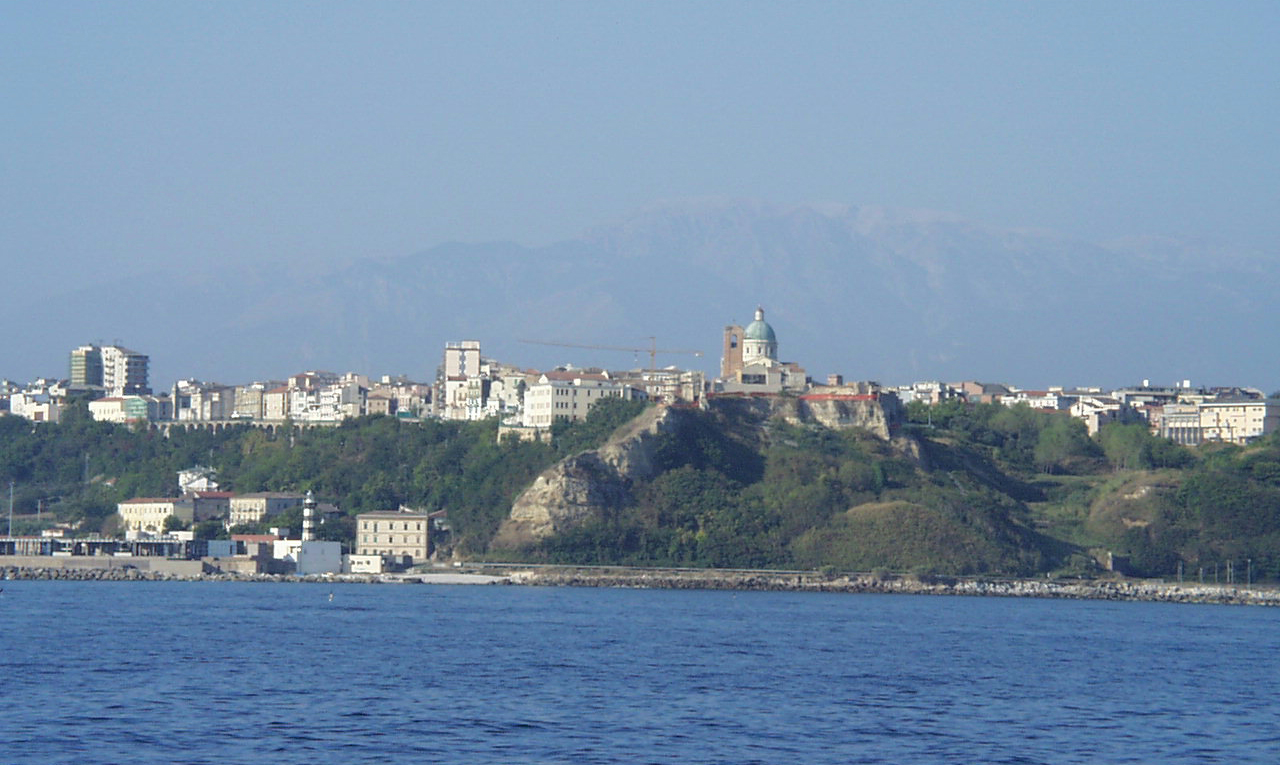
Ortona vista dal mare, la frana del castello aragonese, il campanile della Cattedrale e la Passeggiata Orientale

### La prima diocesi di Ortona
Dunque Ortona dopo la caduta di Roma non perse d'importanza, anche se venne coinvolta nelle furiose lotte della guerra greco-gotica del V secolo d.C., e successivamente caduta in mano ai Bizantini di Costantinopoli. Tuttavia i Bizantini captarono l'importanza strategica del sito portuale, e Ortona tra il VI e il VII secolo divenne una sorta di capitale di quella parte d'Abruzzo in mano ai Bizantini, venne provvista di cinta muraria, di cui fa riferimento anche San Gregorio Magno, che cingeva l'area di Terravecchia, sino al Largo Farnese. Gregorio Magno fa riferimento nelle sue lettere anche a una proto diocesi con sede a Ortona. Le lettere parlano dei vescovi Blandus e Calumniosus, scritte per l'esarca di Ravenna nel febbraio del 591 d.C. Nel 594 Gregorio annunciava agli ortonesi di aver nominato un visitatore e amministratore della sede episcopale, vacante per la morte di Blandus, con l'incarico di presiedere all'elezione del successore.
Nell'ultima lettere dove parla della diocesi, San Gregorio comanda al difensore Scolasticus, figlio di Blandus, di affittare al nuovo vescovo Calumniosus una piccola vigna con casali appartenenti alla Curia romana, qualora per testamento lasciati in legato alla chiesa di San Giovanni, ubicata davanti alla porta della città. Non si sa con certezza di quale chiesa si parli di Ortona, poiché oggi non esiste più. Tuttavia il recente lavoro di Elio Giannetti Le chiese ortonesi (2019) cerca di riportare la luce su antichi siti oggi scomparsi, alcuni demoliti anche di recente, nel XIX secolo, per non parlare di quelli distrutti durante la battaglia di Ortona del 1943
La diocesi di Ortona, con dunque la prima chiesa della Cattedrale, dedicata a Santa Maria degli Angeli, passò nel X secolo sotto la giurisdizione di Ravenna, fu retta da arcipreti mitrati, sotto il diretto controllo di Chieti sino al 1570, quando infine papa Pio V restituì la sede vescovile, cui fu unita la sede vescovile di Santa Maria in Platea di Campli, nel teramano, e solo più tardi alla diocesi di Lanciano, risolte le controversie territoriali e amministrative con Chieti.
Del passaggio bizantino a Ortona, oltre queste fonti, si conserva poco, eccetto un corredo funebre di grande importanza rinvenuto in località Bardella, e conservato nel Museo Archeologico di Chieti. Notizie più certe si hanno dopo il passaggio dei Longobardi, che eressero delle torri di guardia, con i Franchi e con i Normanni. Con i Longobardi Ortona fu annessa al ducato di Benevento in occasione della ripresa delle ostilità contro i Bizantini ad opera di Grimoaldo I. In questo periodo le notizie sono poche, e si fa accenno alla conquista di Chieti nell'802 da parte di Pipino il Breve, che la distrusse per ribellioni. Fatto sta che ben presto la città entrò nel neocostituito Comitato Teatino, ossia una sorta di provincia, di cui Ortona e Pescara erano i principali scali a mare. Nel 971 il conte e vescovo Trasmondo di Chieti, della dinastia degli Attoni venuti dalla Franconia che presero sede a Chieti, in un documento menziona Ortona come principale scalo fluviale del monastero di Santo Stefano in Lucana sul Monte Pallano, nei pressi di Atessa.

## Ortona sotto i Normanni

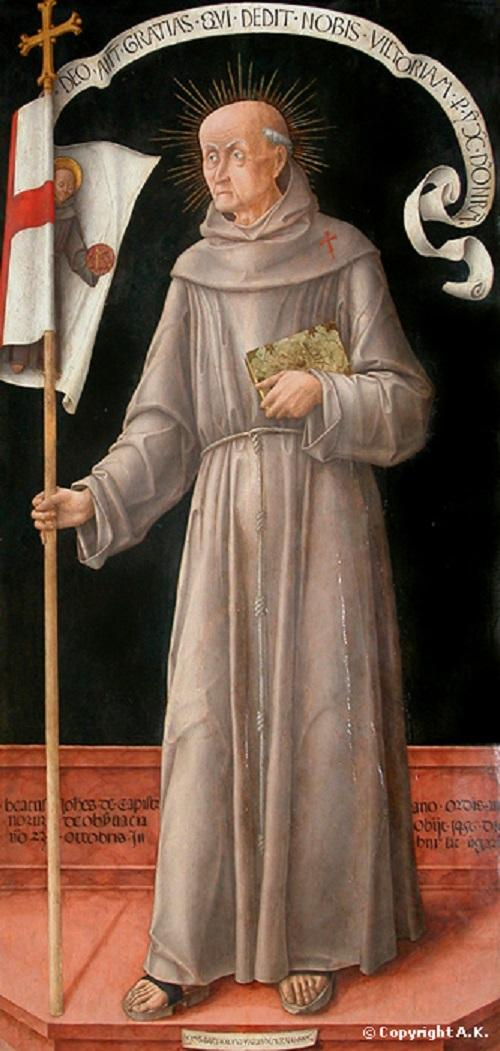
San Giovanni da Capestrano, il prete che sancì la pace tra Lanciano e Ortona nel 1427

Nel 1047 i diritti dell'approdo al porto vennero ceduti dall'imperatore Enrico III il Nero all'abbazia di San Giovanni in Venere a Fossacesia, poco distante, che stava diventando il monastero benedettino più ricco del litorale Adriatico chietino, insieme a Santo Stefano in Rivomaris di Casalbordino. San Giovanni in Venere infatti arriverà ad estendere i propri domini, per quanto riguarda le rendite ecclesiastiche, sino a Pescara, dove ebbe saldo potere sino al XIV secolo sulle chiese locali.
In seguito alla conquista normanna del 1075 la città venne annessa al Regno di Sicilia. Infatti l'avanzata di questo nuovo popolo dalla Scandinavia creò aspri contrasti con la signoria locale degli Attoni di Chieti, tanto da arrivare a una battaglia presso l'Arielli tra le truppe di Trasmondo III conte di Chieti con l'esercito nemico, che si risolse in una clamorosa sconfitta per il conte di Chieti. Gli Attonidi a Chieti  avevano il potere dal X secolo, grazie all'investitura di Ottone di Sassonia di Attone I, capo dell'ex Gastaldato di Teate; la dinastia governava una vera e propria Contea nel futuro Abruzzo Citeriore, di cui Ortona e Aterno (Pescara) erano i porti principali. Il luogotenente Roberto di Loritello poté entrare negli Abruzzi indisturbato, occupare Chieti e le città del suo contado, e quando istituì in Molise la contea di Loritello, vi accorpò anche Chieti e i suoi territori. I Normanni però non si fermarono nella campagna ortonese, e si abbandonarono al saccheggio, e distrussero l'antica chiesa di Santa Maria degli angeli (attuale cattedrale). Nel 1196 l'imperatore Enrico VI concesse a Ortona lo statuto giuridico amministrativo in cui venivano fissati criteri precisi per l'esercizio delle attività commerciali. Già nel 1191 si erano formati gli "stuoli marittimi", ossia delle corporazioni mercantili per favorire il commercio del porto.
Federico II con la costituzione  di Melfi apporterà nuove modifiche ai capitoli, andando a vantaggio  delle esigenze di Ortona.

## Ortona e gli Svevi
Per via dei diversi rifacimenti della città, anche del passaggio dei Normanni resta poco oggi, eccettuata la Torre Mucchia sopra il colle di Lido Riccio, che venne edificata apposta come presidio militare, rifortificata nel XVI secolo. Benché conquistata dai Normanni, il territorio del Comitato Teatino franco continuò ad esistere, e con esso le sue leggi dei vecchi baroni franchi, fino all'arrivo dello "Stupor Mundi". Con l'arrivo infatti di Federico II di Svevia, le varie baronie dell'Abruzzo vennero piegate e accorpate in un'unica amministrazione con sede a Sulmona nel Giustizierato dell'Abruzzo (1233).
La città formalmente risentì del governo svevo più sotto Manfredi di Sicilia, figlio di Federico, il quale nel 1258 ordinò agli addetti del porto di realizzare tre galee per la guerra tra Genova e Venezia, per la campagna dell'Asia a Tolemaide. E in questa occasione il capitano Leone Acciaiuoli partì per l'Oriente, riportando poi le ossa dell'apostolo Tommaso.
Del periodo svevo si hanno importanti testimonianze architettoniche, come quel che resta del portale trecentesco della Cattedrale, opera di Nicola Mancino, il portale della chiesa di Santa Caterina d'Alessandria, e l'oratorio interno del Crocifisso Miracoloso.

## Ortona e la fioritura mercantile

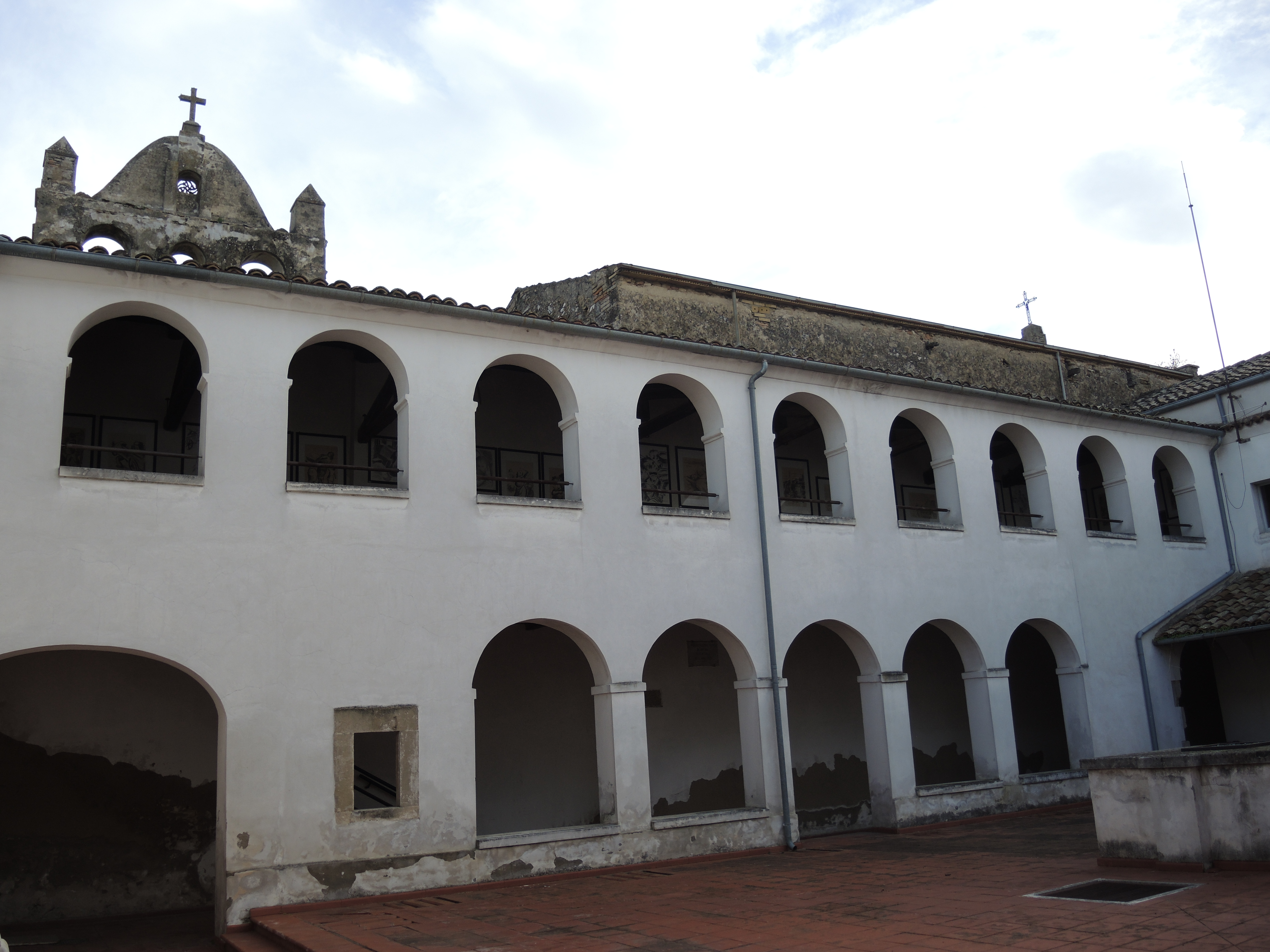
Chiostro del convento dei Cappuccini e chiesa della Santissima Trinità

Con la caduta degli Svevi, vennero gli Angioini, e Ortona con Carlo I d'Angiò e suo figlio Carlo II, ricevette vari privilegi.  Nel 1273 con il diploma di Alife, Ortona passa nell'Abruzzo Citeriore, sotto il diretto controllo di Chieti. In particolare Carlo II d'Angiò nel 1295 confermò la rettifica dal pagamento delle tasse, essendo incamerata nel regio demanio e usata per l'occasione come fabbrica di galee al porto per le questioni belliche del Regno. Insieme alle 50 once del padre, Carlo II aggiunse altre 50 once che si dovevano ritrarre sulla bagliva e sulla dogana portuale tra Ortona e Francavilla. La donazione nel 1311 fu confermata anche da Roberto d'Angiò, e da Carlo di Durazzo poi.
Nel 1305 per via di contrasti tra mercanti ed ecclesiastici, Carlo II rinnovò la concessione precisando che i prelati non dovessero contribuire al pagamento delle spedizioni di materiale di costruzione delle navi. Proprio in virtù di queste varie concessioni e privilegi, nonché pensioni laute ai balestrieri e giustizieri di Ortona, si sviluppò quell'insanabile odio tra la città e la vicina Lanciano che sfocerà nel 1426 in una vera guerra. Infatti proprio Lanciano, per via della sua importanza commerciale per i traffici tratturali e per le annuali fiere mercantili, benché anch'essa fosse stata ricoperta di privilegi da Carlo II, darà inizio ai primi focolai di rivolta. Infatti non disponendo di un porto proprio, doveva pagare le tasse al porto ortonese per avere merci via mare, e oltretutto non beneficiava dei traffici stessi di Ortona per le navi mercantili provenienti dall'estero o da Venezia, malgrado la vicinanza molto stretta tra i due centri.

## Storia delle reliquie di San Tommaso Apostolo

### Prima sepoltura indiana di Tommaso
Il 6 settembre 1258 vennero portate ad Ortona le ossa dell'Apostolo Tommaso, provenienti dall'isola greca di Chio, nell'Egeo, dal navigante ortonese Leone Acciaiuoli, di ritorno da una spedizione navale ortonese in appoggio ai Veneziani in lotta contro i Genovesi.

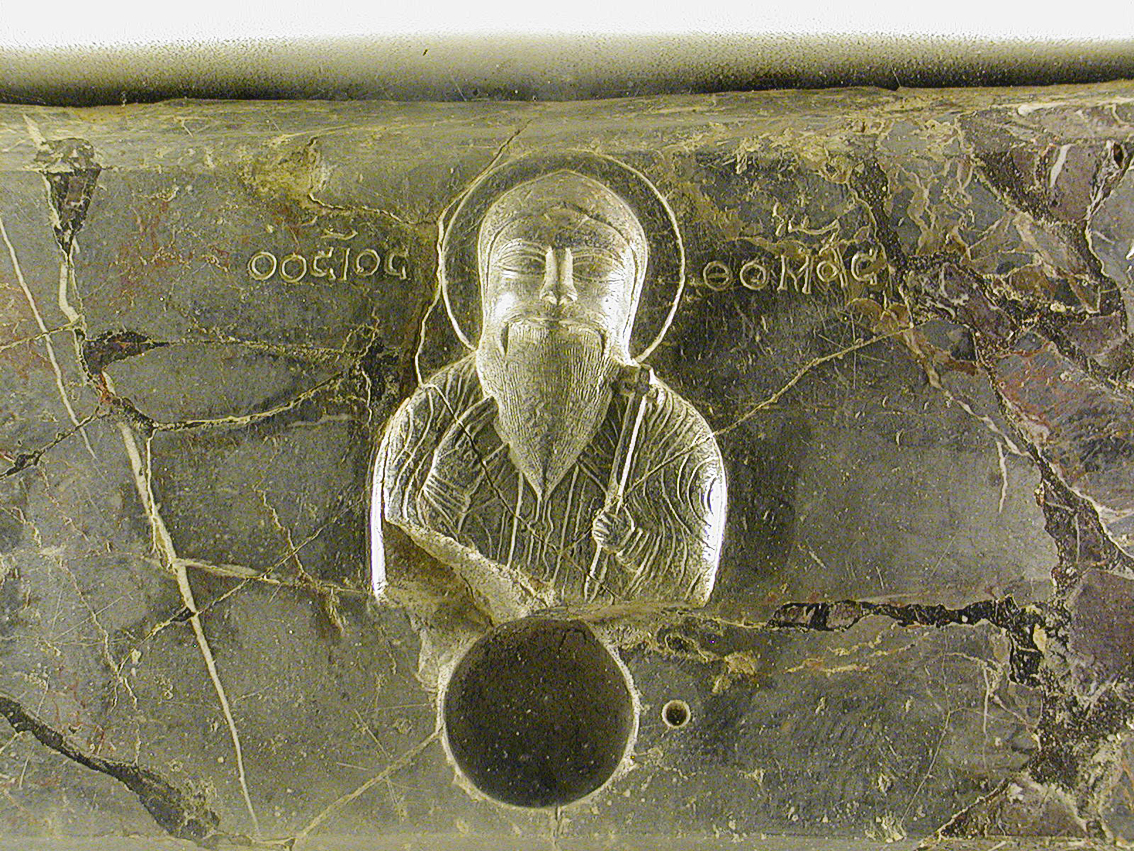
La lapide tombale originale di San Tommaso, con l'iscrizione greca, conservata nella cripta della Cattedrale

L'apostolo Tommaso, alla sua morte, venne sepolto a Mylapore in India. Le testimonianze agiografiche riportano che Habban, un mercante di Edessa ebbe il privilegio di trasportare in questo luogo i resti mortali dell'apostolo dal luogo della morte. Dopo la traslazione ad Edessa, alcune parti delle reliquie furono sparpagliate, e varie città indiane iniziarono a sostenere di aver ciascuna parti del corpo dell'apostolo. Tuttavia le cronache ufficiali bizantine sin dal IV secolo d.C. riportarono che il corpo fosse ad Edessa.

### Seconda sepoltura di Tommaso in Grecia
Il Martirologio Romano assegna la data di venerazione del santo il 21 dicembre, giorno della traslazione delle reliquie in Turchia nel III secolo, dal giorno 3 luglio dell'avvenuto spostamento. Le reliquie furono custodite nella chiesa di Sant'Efrem, fino a quando la cittadina fu saccheggiata dai Turchi nel 1144, e per maggior sicurezza il corpo fu traslato nell'isola greca di Chio. Nel 1258 il capitano ortonese Leone Acciaiuoli, in partenza per l'Asia per questioni belliche tra Venezia e Genova, avendo ricevuto l'ordine da Manfredi di Svevia di comandare tre galee, di ritorno dalla spedizione militare, giunse a Chios. Lo storico ortonese Giovan Battista de Lectis riporta che la flotta raggiunse Nauplia in Grecia, combattendo nel Peloponneso e nelle isole delle Egeo, fino a raggiungere Chios.

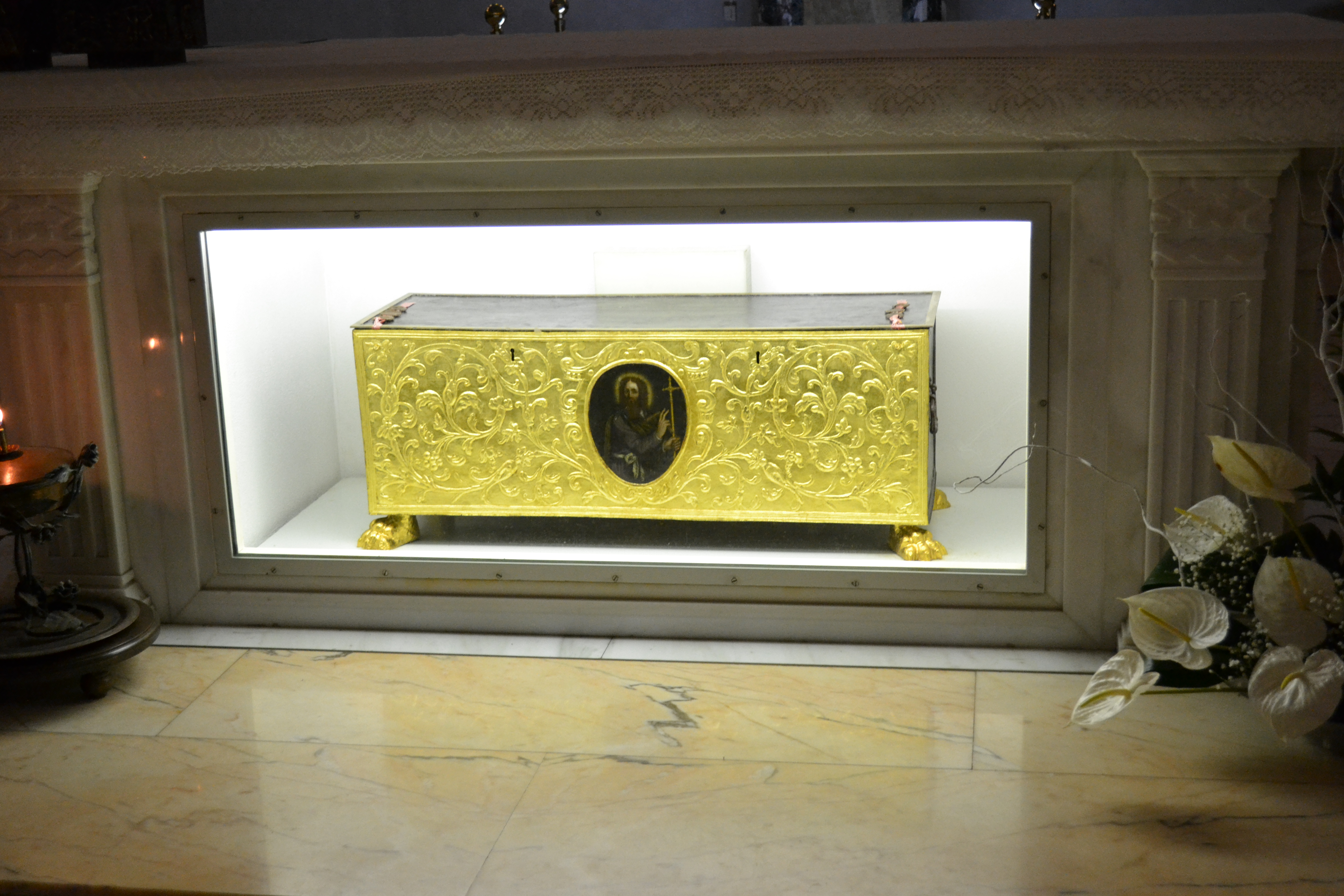
La cassa dorata che conserva attualmente le reliquie, sempre nella Cattedrale di Ortona

### Leone Acciaioli e la terza sepoltura di Tommaso a Ortona (6 settembre 1258)
Giunto lì, Leone andò a pregare nella chiesa dove stavano le reliquie del santo, non sapendo della presenza, tanto che un sacerdote gliene fece menzione. Il de Lectis riporta le vicende storiche mutuate dall'agiografia in termini tipicamente cristiani per quanto concerne le apparizione e le visioni miracolosa. Leone Acciaiuoli sarebbe stato investito di una luce miracolosa, mentre una mano luminescente lo invitava ad avvicinarsi alla tomba nel foro, da cui estrasse un osso. La pietra tombale recava caratteri greci con l'iscrizione Osioòs Thomas (traducibile "qui c'è Tommaso stesso"), con il ritratto a mezzo busto dell'apostolo in mezzo. Avendo avuto conferma della veridicità della presenza di San Tommaso, Leone progettò il furto di notte insieme al compagno Ruggero di Grogno, la cassa fu avvolta in un panno e condotta dentro una cassa a Ortona. Le reliquie giunsero il 6 settembre del 1258 tra solenni festeggiamenti, e vennero traslate nella cripta della Cattedrale. Nella Piazza di San Tommaso si trova inoltre, di fronte alla Cattedrale, una casa, oggi rimaneggiata, con targa la cui tradizione vuole fosse la casa dove visse il capitano Acciaiuoli.
L'episodio della mano luminosa uscente dal foro del sepolcro è stata confermata anche dallo storico abruzzese Giovanni Pansa, e si fa riferimento anche a un documento vescovile ortonese del 22 settembre 1259 in cui un legato di Ortona, giunto a Bari per andare a Chios, volle interrogare dei prigionieri greci riguardo alla veridicità dell'autenticità delle reliquie dell'Apostolo, e gli abitanti raccontarono delle tre galee ortonesi di Leone Acciaiuoli che commisero il furto. Il corpo fu collocato inizialmente in una cappella, ancora oggi esistente nella Cattedrale, e poi nella cripta, dentro un busto reliquiario in argento, che sia i Veneziani nel XV secolo, che i Turchi nel 1566 cercarono di rubare, e anche i tedeschi nel dicembre 1943.
Nella cripta è stata collocata anche la lapide greca originale del III secolo, con l'iscrizione, mentre le reliquie mortali si trovano in una cassa in legno dorato del XVII secolo.

## Guerra di Lanciano e Ortona

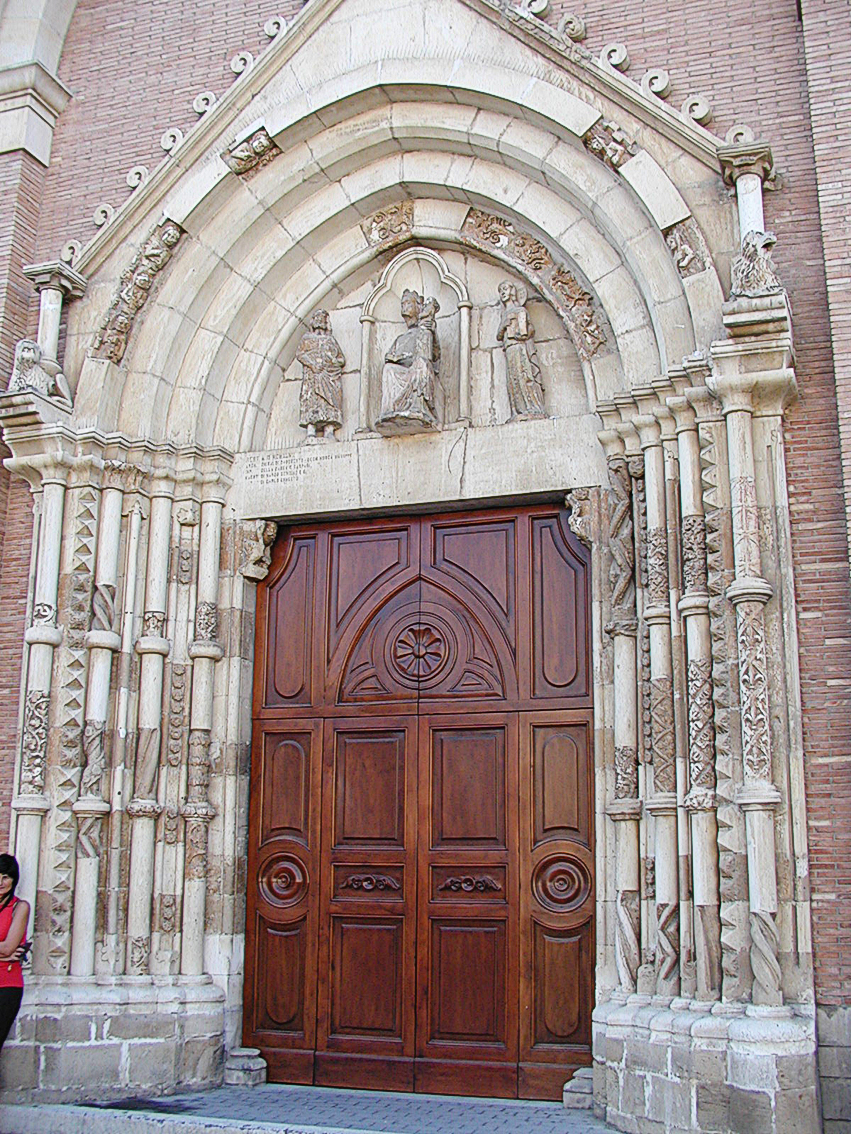
Portale di Nicola Mancino (1312 ca.) della cattedrale di Ortona, ricostruito per anastilosi dopo la distruzione del 21 dicembre 1943

Si tratta di un episodio singolare nella storia di Ortona e di Lanciano perché, benché all'apparenza la vicenda possa riassumersi come una guerra campanilistica, bellicosità assai tipica tra le città abruzzesi, come la secolare rivalità tra Pescara e Chieti dopo che la prima nel XIX secolo riuscì a liberarsi economicamente e socialmente da quest'ultima, o tra L'Aquila e Pescara, Teramo e L'Aquila, Sulmona e Avezzano, ebbe precedenti storici, e s'inserì in un contesto politico molto delicato, ossia la fase di transizione della corona di Napoli dagli Angiò agli Aragona.

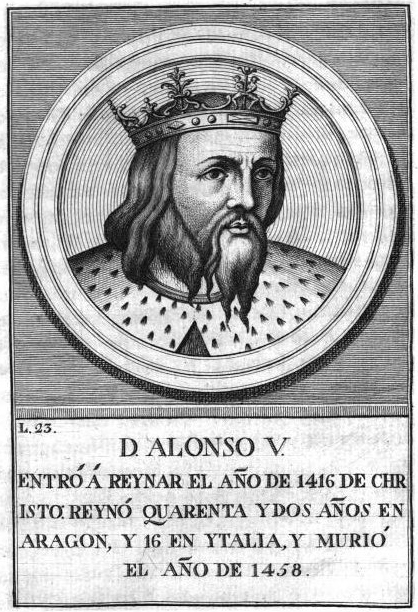
Ritratto immaginario di Alfonso d'Aragona

### La prima guerra del 1250
Le origini risalgono al 1250, quando il 4 ottobre una nave di Lanciano fu incendiata nel porto di Ortona, e la città frentana richiese il pagamento e la consegna degli autori del malfatto. Dato che la città si rifiutò, i rapporti iniziarono a peggiorare sempre di più, e in virtù dei privilegi di Carlo I e poi di Carlo II, Ortona iniziò a boicottare il traffico delle merci via mare per Lanciano. Nel gennaio 1252 i due sindaci giunsero a un accordo che prevedeva il risarcimento a Lanciano, e i cittadini lancianesi si impegnavano a liberare i prigionieri autori del danno, che nel frattempo erano stati identificati. Tuttavia rimaneva aperta la questione del pagamento del dazio a Ortona per far arrivare le merci dall'Adriatico a Lanciano, e i lancianesi stessi per commerciare a Ortona dovevano pagare un'imposta. Le questioni si trascinarono fino a una nuova azione di forza, quando tre galee ortonesi assaltarono le navi mercantili lancianesi, presso il porto di Francavilla al Mare. I lancianesi chiesero alla regina Giovanna I di Napoli l'autorizzazione di costruire un nuovo porto proprio presso la foce di Murata Bassa, al castello di San Vito Chietino, permesso accordato il 2 giugno 1365, con autorizzazione a costruire un presidio militare. I lavori presero avvio ma s'interruppero nel 1380 per nuove discordie tra le due città, stavolta per questioni territoriali.

### La ripresa della guerra nel '400
La questione tuttavia iniziò a inasprirsi anche per boicottaggi al livello politico ed economico, data la rivalità tra le famiglie Merolini di Lanciano e i Quatrario di Ortona, originari di Sulmona, e ivi esiliati. Con l'arrivo del nuovo re Ladislao di Durazzo, gli ortonesi fecero pressione affinché i lavori del porto di San Vito fossero bloccati definitivamente, i lancianesi allora, avendo avuto i feudi di Fossacesia e Torino di Sangro, pensarono di utilizzare la foce del fiume Sangro, ma la regina Giovanna II di Napoli, parteggiando per gli ortonesi, dato che Lanciano era entrata nei favori di Luigi d'Angiò, dispose che tutta l'area della foce del Sangro fosse sequestrata, e che i lancianesi avrebbero potuto avere commerci a nord con Ortona e a sud con Vasto.
Si sostiene che Ortona, dove governava Francesco Riccardi, avesse fatto di tutto per raggiungere questo scopo, visti i rapporti d'amicizia del Riccardi con il condottiero Muzio Attendolo Sforza, al servizio di Giovanna II.
Lanciano nel frattempo era entrata in rapporti con Venezia in un modo del tutto inedito, e dall'amicizia con il doge, trasse vantaggio per boicottare i mercati di Ortona, storica rivale della Serenissima. L'occasione di amicizia ci fu quando un frate del convento degli agostiniani di San Cristoforo (oggi chiesa di Sant'Agostino), durante un viaggio a Venezia, rubò le reliquie dei santi Simone Apostolo e Giuda Taddeo, portandole nel monastero dove tutt'oggi si trovano, e il doge volle attaccare San Vito via mare, ma per errore di calcolò andò a saccheggiare San Vito dei Normanni. Nel trattato di pace dunque, Lanciano tessette rapporti diplomatici con la Serenissima, e anche con il condottiero umbro Braccio da Montone nel 1421, al servizio di Alfonso V d'Aragona, che presto avrebbe avanzato pretese sul trono di Napoli.

### L'ultima guerra e la mutilazione dei nasi e delle orecchie
In virtù di questi rapporti, Lanciano ottenne nuova autorizzazione di costruire il porto sul luogo originario. Gli ortonesi continuarono a boicottare i lavori con brevi e furiose imboscate, tanto che nell'ultima, i lancianesi risposero con una furiosa battaglia sul fiume Feltrino, catturarono sette ortonesi, mutilando dei nasi e delle orecchie dopo averli uccisi. I nasi e le orecchie furono infilati su rami di ginestre e portati in giro per la città di Lanciano, e infine vennero impastati alla calce per la realizzazione di una colonna sul loggiato del Palazzo del Governatore, che ancora oggi si trova allo sbocco del Corso Roma su Piazza Plebiscito.

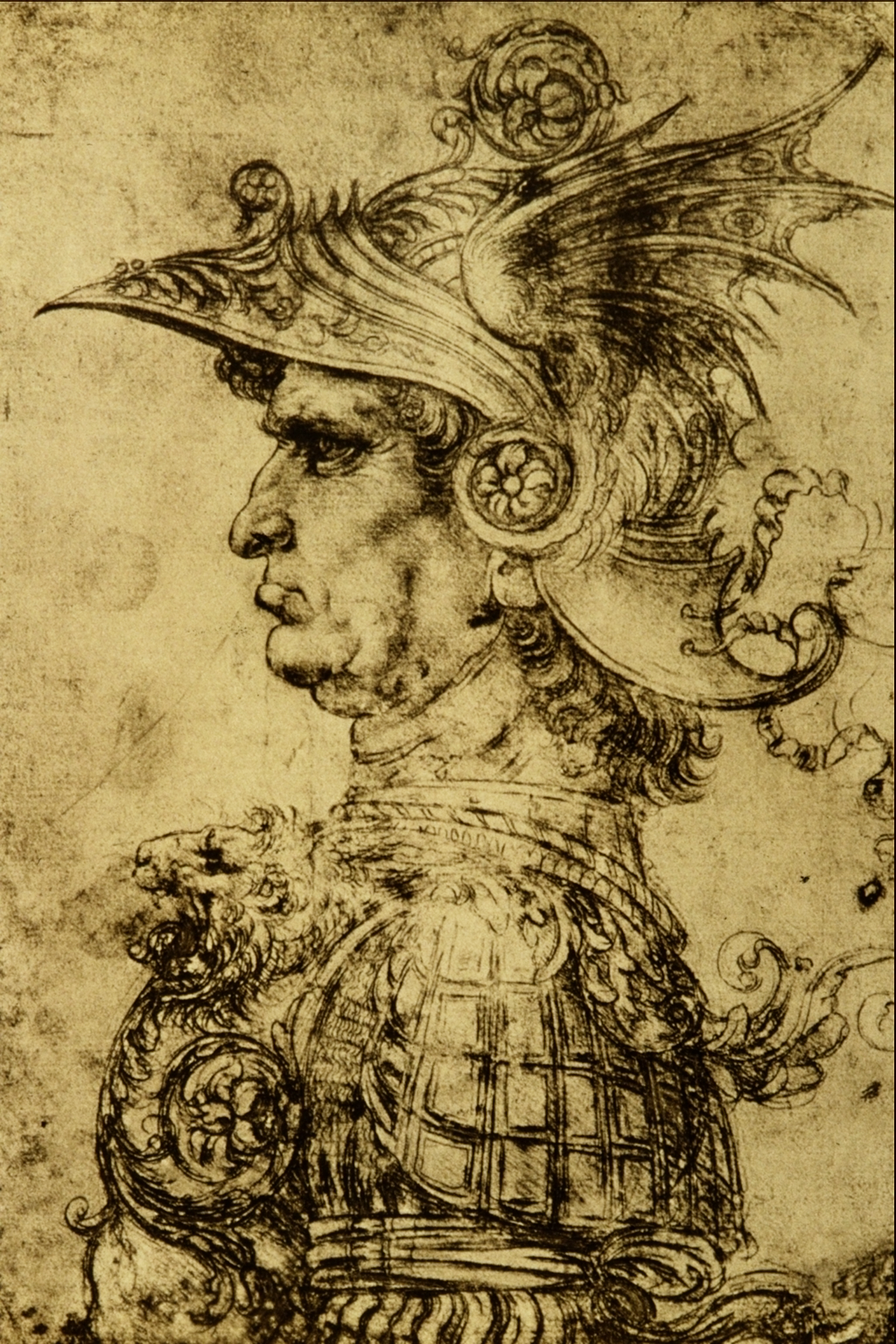
Giacomo Caldora, ebbe Ortona nel 1415, e fortificò la cinta muraria

Gli ortonesi risposero con una nuova ondata di attacchi, distruggendo le fortificazioni del porto e catturando una nave con prigionieri, portandola in trionfo al porto. Dato che le battaglie si sarebbero protratte a lungo, Alfonso d'Aragona il 23 settembre 1423 decise di intervenire facendo riappacificare i sindaci delle città, mentre la regina Giovanna vietava future rappresaglie vendicative. Nel dicembre dell'anno 1426, in vista dei preparativi della definitiva riappacificazione, sia politica che religiosa tra le due città, il frate San Giovanni da Capestrano partì dal paese nell'aquilano e raggiunse Lanciano il 6 dicembre dell'anno. Calmati gli animi dei rivoltosi, mandò a Ortona il confratello Roberto, che stipulò gli accordi per la pace. Il 17 febbraio 1427 Giovanni da Capestrano fu convocato a Ortona per sancire la pace tra le due città, per mezzo della Diocesi. Infatti tale lodo fu stipulato nella Cattedrale di San Tommaso.

### Dopo il lodo di Pace, di nuovo la guerra
A ricordo di tale pace, le due città si impegnarono a dare terreni affinché fossero erette due chiese, nel 1430 a Lanciano fu costruita la chiesa di Sant'Angelo della Pace, oggi convento di Sant'Antonio di Padova dei frati minori Osservanti, mentre a Ortona la chiesa di Santa Maria della Pace. Incerto è quale sia la primaria chiesa, poiché una piccola cappella in rovina, presso la Cantina Ortona in via Civiltà del Lavoro, è dedicata alla Madonna, mentre un'altra con annesso convento si trova in Piazza San Francesco, in origine fuori dal perimetro murario, dedicata inizialmente a Santa Maria, e dopo la ricostruzione nel 1946 alla Santa Vergine Maria delle Grazie.
Benché l'atto di pace fosse stato pubblicamente perpetuato nella cattedrale con giuramento religioso, già nel 1433 i rapporti tra Ortona e Lanciano erano di nuovo deteriorati, perché la prima paventava un indebolimento dello scalo portuale, l'altra di sentirsi tradita da inganni futuri per la tranquillità dei commerci marittimi.
Alla morte di Giovanna II il 2 febbraio 1435 le due città scesero in battaglia a guerra dichiara: gli ortonesi comandati dal capitano Riccardi, schieratisi con l'angioino Renato, i lancianesi appoggiando Alfonso. Dopo un nulla di fatto, il 17 ottobre 1438 l'ortonese Agamennone Riccardi ebbe in concessione un privilegio in cui era nominato capitano dei feudi lancianesi di Fossacesia, Rocca San Giovanni e Palombaro. Lanciano aspettò che Alfonso salisse al trono partenopeo il 22 gennaio 1441 per annullare ufficialmente il "lodo di pace" di frate Giovanni di Capestrano, e dichiarò apertamente valido il commercio sul mare mediante l'inaugurato porto di San Vito. Nelle vicende successive immediate del potere a Napoli, Renato d'Angiò fu esiliato da Alfonso, e le pretese del Riccardi furono nulle, cosicché Ortona si ritrovò in parte privata dei vantaggi dei dazi imposti negli anni passati a Lanciano, e per di più fiaccata da anni di guerre e spese militari, e inoltre non più sotto il favore della Corona di Napoli.

### La fine della guerra e l'accordo
Dopo la vicenda dell'assalto veneziano nel 1447 al porto, Ortona si rivolse al re, e nel 1450 fu concesso un privilegio affinché la città potesse aprire un'annuale fiera mercantile alla maniera di Lanciano. I cittadini Frentani si ribellarono subito, appellandosi al re e il privilegio fu immediatamente revocato, cosicché tale mossa fu l'anticamera di una nuova dichiarazione di guerra. Nel 1452 gli ortonesi assoldarono il corsaro Mylo Pavone che bloccò i traffici marina lungo l'intera costa abruzzese dietro pagamento per i trafficanti. Il 26 aprile 1453 il re di Napoli ordinò al sindaco Bartolomeo Riccardi di levare il blocco sotto pena di 4000 ducati, ma gli ordini non furono nemmeno ascoltati, e si arrivò a un punto di non ritorno, tanto che i lancianesi si armarono e presero sotto assedio direttamente la città di Ortona. Il Palazzo Riccardi venne bruciato, fu trafugato lo stemma nobiliare fu portato a Lanciano in segno di spregio. Tuttavia entrambe le città uscirono debilitate da quasi quarant'anni di guerra, e nel 1460 giunsero alla pace definitiva.
Favorita dalla casa d'Aragona, Lanciano nel 1463 ottenne ulteriori privilegi contro l'angioina Ortona, i Riccardi furono esiliati, e venne fortificato il castello di Giacomo Caldora, affinché il porto comunque, malgrado i benefici perduti, continuasse a far ruotare l'economia locale, senza ulteriori danni, poiché la città e i paesi della costa, oltre alla guerra contro Lanciano, spesso dovevano affrontare scorribande di pirati e degli Ottomani.

## Epoca moderna

### Ortona sotto Jacopo Caldora

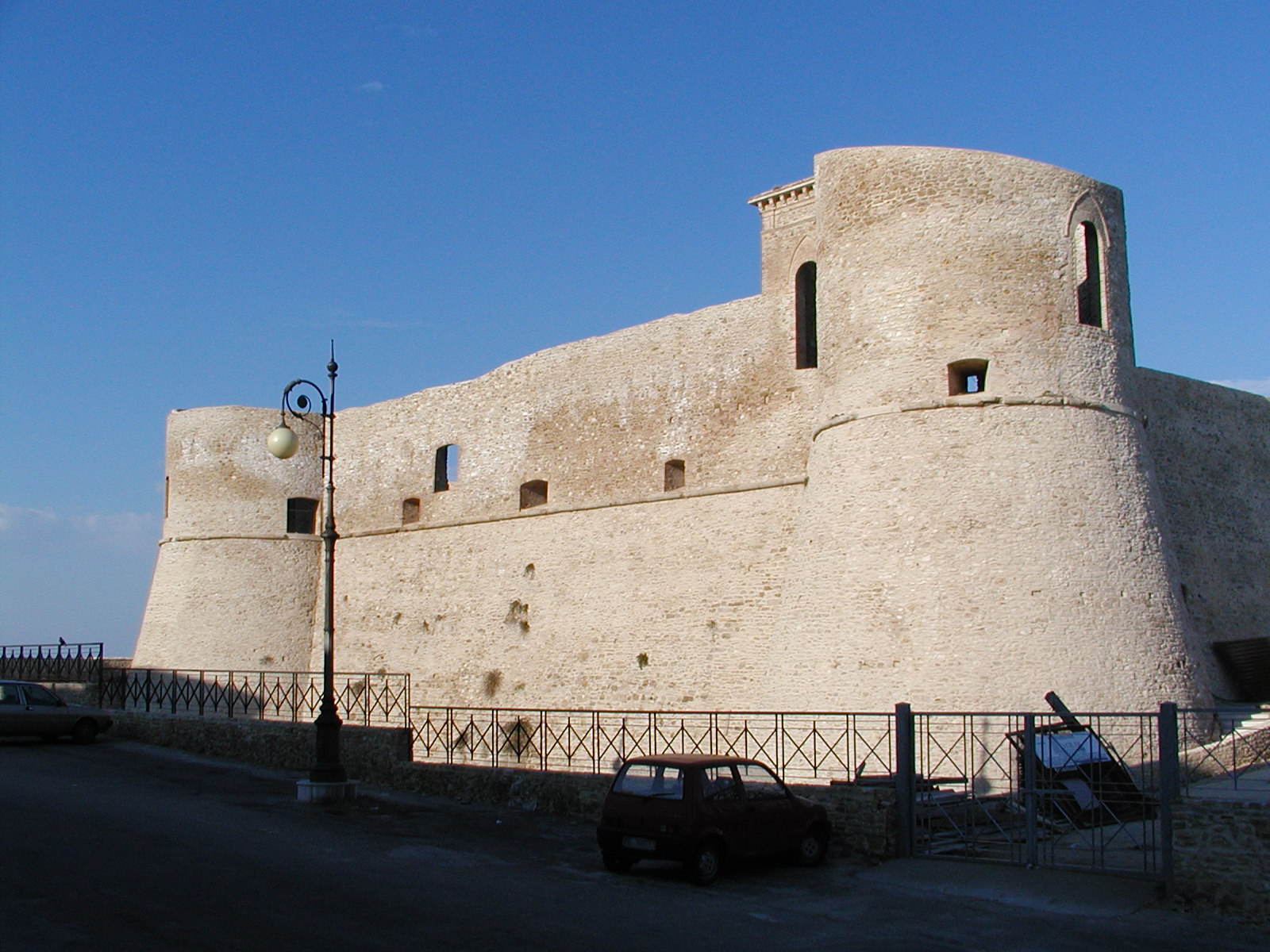
Castello Aragonese

Nella prima metà del XV secolo venne costruita la cinta muraria ancora visibile in parte, ad opera del condottiero Giacomo Caldora. Costui era un condottiero al servizio di Napoli, che si distinse sotto il regno di Giovanna II, soprattutto nella campagna di riconquista dell'Abruzzo, che era andato sotto il controllo di Braccio da Montone, il quale desiderava divenisse una sorta di stato satellite con un sovrano. Il Caldora era stato nominato governatore di Ortona già nel 1415, ma ebbe confermati i privilegi nel 1424, dopo la vittoriosa campagna militare a L'Aquila contro Braccio. Nominato Gran Contestabile del Regno, il Caldora ebbe un introito di 8000 ducati al mese, ottenne i feudi di Renato d'Angiò, e dunque anche Ortona, ma i suoi possedimenti si estendevano in mezzo Abruzzo Citeriore, sino al Molise. Ortona, prima della distruzione delle mura, fu uno degli esempi più innovativi di fortificazione della città, la cinta si allargava ben oltre l'area abitativa di Terravecchia, e circondava nella parte storica Largo Castello, via d'Annunzio, via Cavour, via Carlo Bernabeo, via Dommarco con Porta San Giacomo e bastione, via Rapino Pantaleone con Porta Caldari e ingresso al corso Vittorio Emanuele, via Garibaldi con Porta Santa Caterina e la Passeggiata Orientale tornando al piazzale del castello.

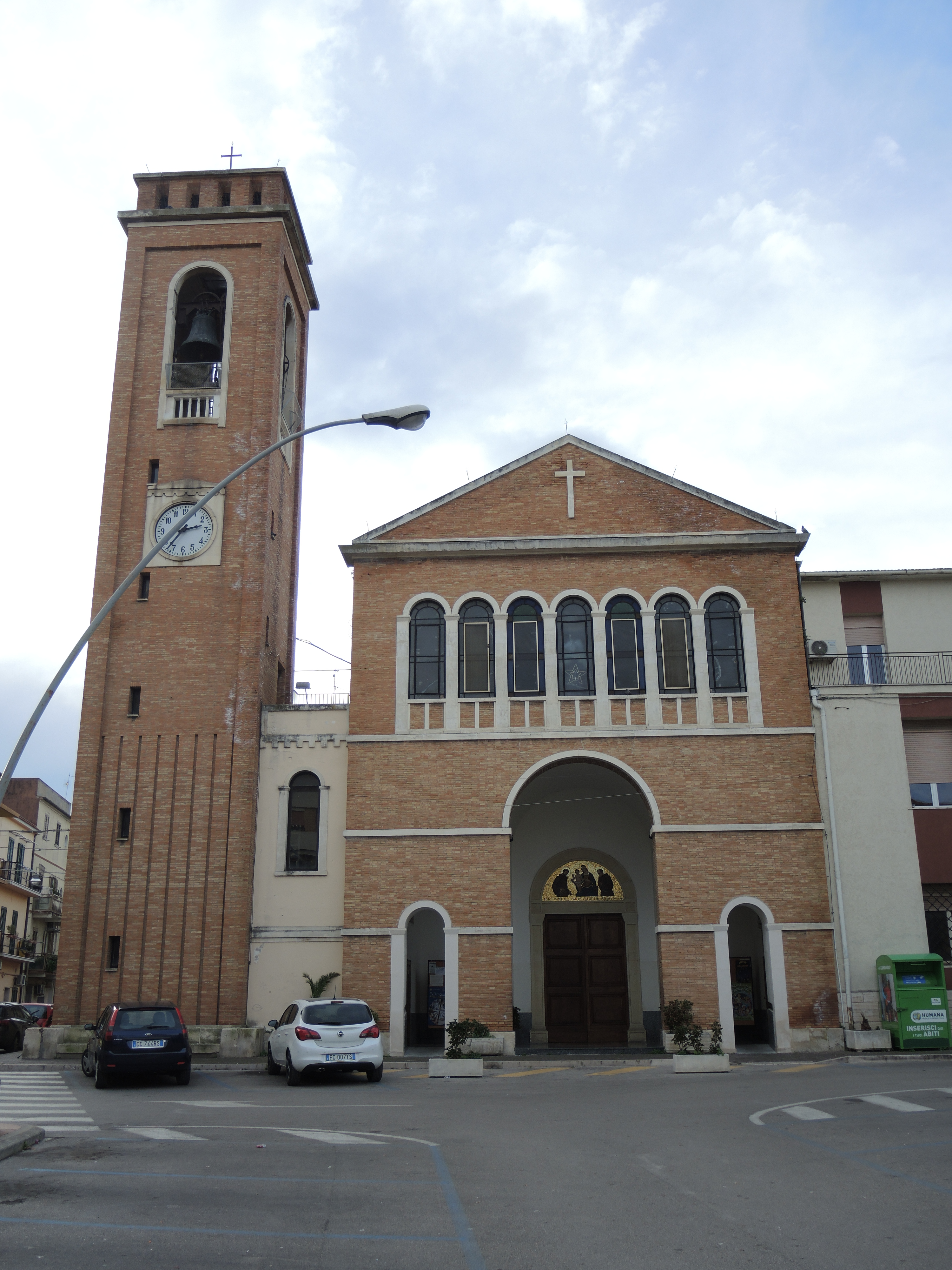
Chiesa della Madonna delle Grazie nella ricostruzione postbellica; nel 1430 fu fondata come convento degli Osservanti, per volere di San Giovanni di Capestrano

Evidentemente modificò anche il castello sullo sperone roccioso di Terravecchia, anche se esso oggi si presenta nelle vesti aragonesi con muratura a scarpa, quando Alfonso lo fece riedificare nel 1452, essendo stato danneggiato dai Veneziani nel 1447. Delle "mura Caldoriane", composte da tracciato in ciottoli di pietra di fiume e tufacea, intervallata da torri rompitratta e porte, a causa delle demolizioni ottocentesche e degli accorpamenti delle stesse fortificazioni con le case civili, il tracciato meglio conservato è quello di via d'Annunzio e via Cavour, dove si riconosce la Torre Baglioni nell'area di Porta Marina, il percorso di vico Bonelli degli angiporti, e la parte delle mura di via Cavour, intervallata da case-torri che si raccordano con il corso Matteotti, dove è visibile un rilievo della Madonna col Bambino acefala.

## Ortona sotto gli aragonesi e gli spagnoli
Nel 1442 Ortona era censita per 558 fuochi, nel 1532 per 169, e in quest'epoca iniziò ad essere chiamata Ortona a mare per essere distinta dal borgo marsicano di Ortona dei Marsi. Nel 1423 Giovanna II concesse a Benedetto Angelo di Todi e a Mosé d'Abramo d'Aquila la facoltà di abitare e commerciare e avere sinagoghe in diverse zone d'Abruzzo, compresa Ortona. Gli ebrei a Ortona aveva iniziato ad affluire per via della ricchezza commerciale, e la regina Giovanna nel 1420 aveva vietato il sequestro di mercanzie agli stessi in caso di dissensi, per gli ebrei che avevano contatti con coloro di Norcia e Fermo, i quali avevano il deposito a Francavilla.
Il periodo aragonese e il primo decennio del viceregno spagnolo vedono una sorta di stagnazione economica ortonese, per via dell'accrescimento sempre maggiore della rivale Lanciano, quando nel 1510 Ferrante I d'Aragona ordinò l'espulsione degli ebrei e dei neofiti dal Mezzogiorno, i nuclei familiari ebraici erano quattro a Ortona, e i rappresentanti vennero tolti dai ruoli fiscali. Di ebrei illustri Ortona ospitò nel 1518-19 Gershom Soncino, principe degli stampatori ebraici, che fondò una tipografia propria nel centro antico
Il 30 giugno 1447, a causa delle rivalità tra Alfonso d'Aragona e la Repubblica di Venezia, Ortona fu invasa dai veneziani che distrussero porto, magazzini e arsenale navale senza però riuscire a penetrare nella cinta muraria. A questo periodo risale quindi la costruzione del castello aragonese, in parte franato e in parte distrutto dalle guerre, ma recentemente restaurato. Il progetto del castello aragonese è attribuibile a Francesco di Giorgio Martini che nello stesso periodo ha operato nel vicino Montefeltro. I rapporti con Venezia furono altalenanti, essendo Ortona a volte vicina a questa, a volte preferendo stabilire rapporti con la Repubblica di Ragusa, in Dalmazia.

## Il Cinquecento

### L'attacco turco del 1566

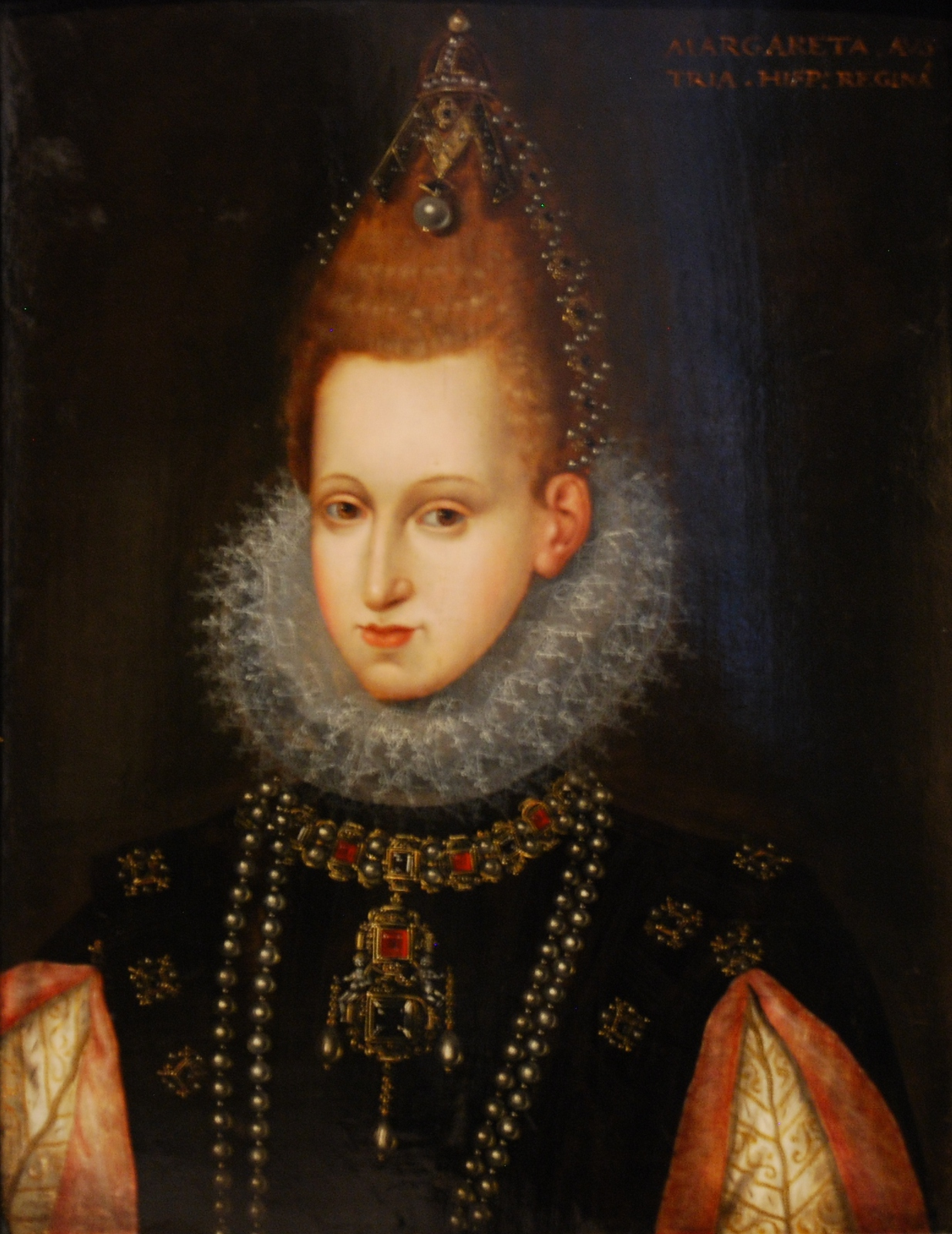
Margherita d'Austria, che passò la sua ultima parte di vita a Ortona, morendovi nel 1586, progettando l'attuale Palazzo Farnese

Il 1º agosto 1566 una delle ondate da parte di 105 galee turche di Mustafà Pashà in lotta con Filippo II si infranse su Ortona.
I turchi avevano già saccheggiato le spiagge settentrionali dell'Abruzzo, Giulianova, Francavilla al Mare, secondo alcuni non assediarono Pescara per l'imponente fortezza in costruzione, e mossero verso Ortona.
Furono momenti terribili segnati da saccheggi, violenze e devastazioni a danno soprattutto degli edifici religiosi. I turchi al comando di Pyali Pashà, saccheggiarono Francavilla al Mare, penetrarono nell'enteoterra navigando i fiumi, cinsero d'assedio Tollo venendo però ricacciati, ma attaccarono Torrevecchia Teatina e Villamagna; e si divisero poi con le galee in due truppe per attaccare sia Ortona che la vicina Miglianico.
L'evento miracoloso, riportato anche da De Lectis che visse in quegli anni, accadde pochi giorni prima dell'assedio di Ortona, mentre le monache benedettine di Sant'Anna, nell'oratorio del Crocifisso pregavano, davanti a un affresco rinascimentale della Crocifissione,  il giorno 13 giugno, il costato iniziò a sanguinare, e il sangue venne raccolto in ampolle. Tale evento fece presagire il monastero sarebbe stato protetto durante il saccheggio, e difatti, quando il 30 luglio Ortona fu messa a ferro e fuoco, il monastero di Santa Caterina e Sant'Anna mentre le monache pregavano, non fu toccato, mentre invece la città veniva incendiata, Cattedrale compresa.

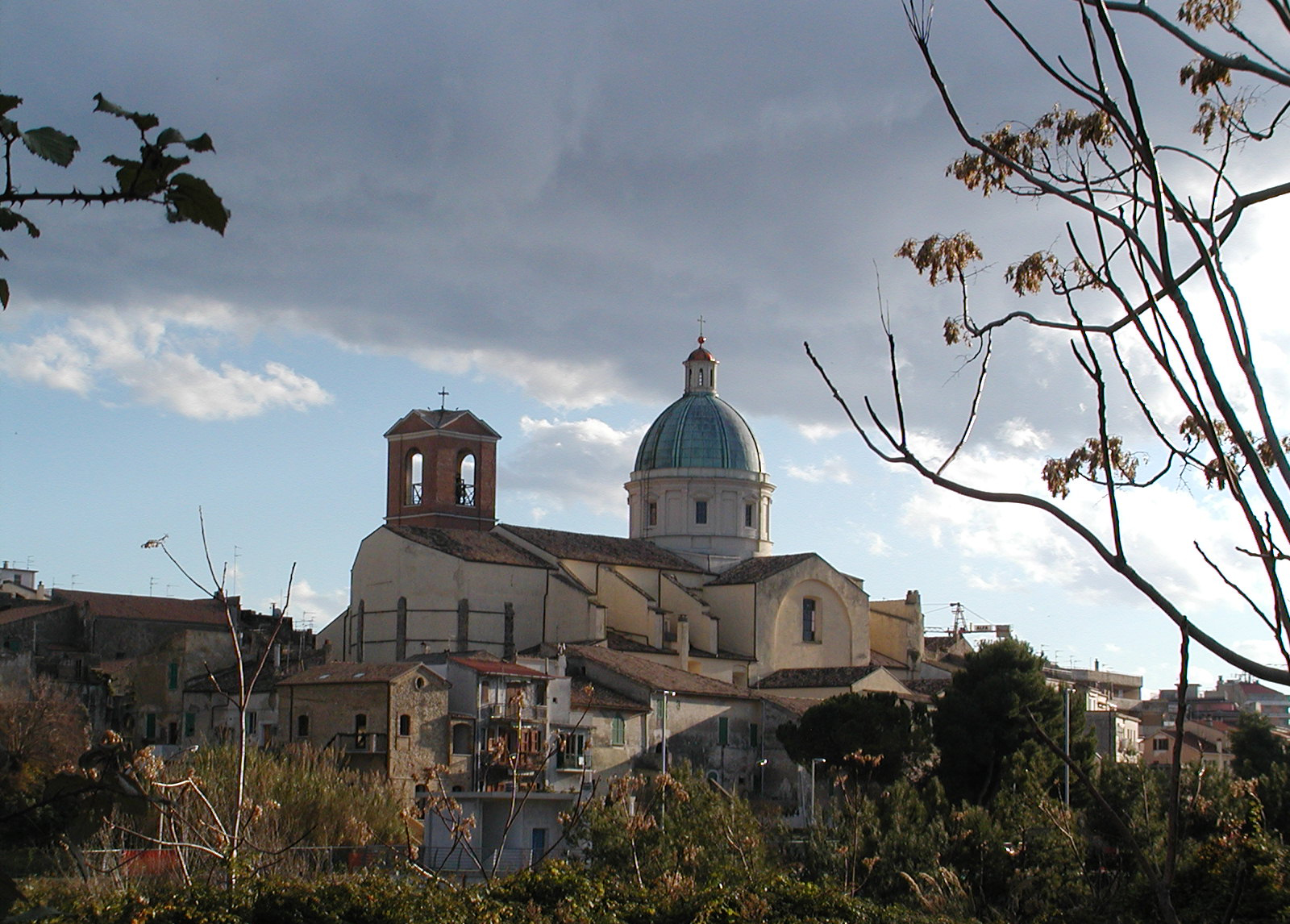
Ortona da Porta del Carmine

A nulla valsero le difese delle mura e del castello. I turchi risaliti dalla cala del porto,  detta "Saraceni", si spostarono nelle campagne circostanti, e poi mossero per Fossacesia e Vasto. In questi anni si segnala la presenza di numerosi immigrati slavi, provenienti dalla Schiavonia. Lo storico Corrado Marciani ricorda come già dalla metà del '400 molti coloni, profittando anche dei rapporti commerciali dei veneziani con Lanciano e Ortona, avevano occupato le campagne, dando vita a villaggi, come Villa Caldari, Selciaroli, San Leonardo, Iubatti, Mascitti, Villagrande, Iurisci, Rogatti, Torre de Pizzis.
Sempre in questi anni si ricorda la presenza di tipografi che stampavano e commerciavano testi per le fiere, commerciando anche con la vicina Lanciano. Gran parte di queste tipografie, sempre analizzate da Corrado Marciani, erano gestite da mercanti ebrei.

### Ortona sotto Madama Margherita d'Austria
Nel 1582 la città venne acquistata da Margherita d'Austria, figlia di Carlo V, duchessa di Parma e Piacenza; Ortona fu uno degli ultimi feudi acquistati dalla duchessa, a costituire gli "Stati farnesiani degli Abruzzi", con L'Aquila, Montereale, Campli, San Valentino in Abruzzo Citeriore, Penne e altri. La stessa Margherita decide nel 1584 di costruire un grande palazzo ducale su disegno di Giacomo Della Porta (Palazzo Farnese), dove stabilire la sua residenza, mai completato a causa della sua morte avvenuta il 18 gennaio 1586, presso il palazzo Mancini-Riccardi in corso Matteotti, come ricorda una targa. Oggi le sue spoglie sono custodite a Piacenza.
Il '500 a Ortona è anche il secolo dei grandi acquisti dei terre e appezzamenti circostanti, del ripopolamento della città da parte degli emigranti Schiavoni, anche di fermento culturale, con il fiorire di alcuni madrigalisti che lavoravano come maestri di cappella della cattedrale. Nel 1570 Ortona divenne ufficialmente sede vescovile legata alla diocesi di Campli, nel 1571 nell'onciario, Ortona possedeva i feudi di Villa Torre, Sant'Agata, Rogatti, Caldari, San Leonardo, Villagrande, Fonte Liberi (oggi Villa Iurisci), San Tommaso, il Feudo, e la Mucchia. Di questi borghi, Villa Caldari era il più grande e il più storico, esistente già dall'epoca italica. Una chiesa dedicata a Santa Maria esisteva nella zona stoica di Caldari, citata nella Cronaca di Farfa nel IX secolo, poi andò in feudo a San Giovanni in Venere, e nel 1447 fu comprato da Ortona. Nel 1811 Caldari divenne per breve tempo comune autonomo, ritornato però a Ortona nel 1839.
L'attività culturale continuò, nel XVII secolo si ricordano due pittori valenti che ebbero anche fare con Ortona: Tommaso Alessandrino, attivo anche nel resto d'Abruzzo, e Giovanni Battista Spinelli di Chieti, che lasciò numerose tele per le chiese, oggi conservate nel museo diocesano della Cattedrale. Nel XVIII secolo fu attivo in città e a Lanciano anche Pasquale Bellonio, nato proprio a Ortona, uno dei maestri del classicismo settecentesco teatino.

## Il Settecento
Per tutto il Seicento e il Settecento Ortona godette di una stabilità economica che continuò a farla prosperare, commerciando il sale e costruendo navi al porto, tessendo rapporti sia con Napoli che con Roma, acquistandosi notevole pregio.

## Ortona e i francesi nel 1798-99
Nel 1798 Ortona insorse contro gli invasori francesi del generale Louis François Coutard, ma il 18 febbraio del 1799 fu espugnata e saccheggiata. I francesi vollero con Bourdelier sistemare democraticamente il governo cittadino, avendo abolito quello borbonico di Ferdinando IV. In città vennero eletti cinque cittadini dell'antica nobiltà, il barone Armidoro de Sanctis, Michele Onofrj, Giuseppe Bernardi e Tommaso Berardi. Il cavaliere Salzano de Luna fu nominato ministro portolano, e la nuova amministrazione faticò ad affermarsi, poiché nel gennaio 1799 in tutto l'Abruzzo esplodevano le sommosse popolari capeggiate dai rivoltosi filo borbonici contro i francesi. Benché a Ortona regnasse un clima di relativa calma, la miccia esplose a Lanciano, dove i popolani aizzati dai sacerdoti tra cui Giuseppe Lanza, presero le armi, e furono raggiunti dai popolani di San Vito Chietino, Rocca San Giovanni, Crecchio e Frisa. Intanto i feudi di Ortona chiesero l'autonomia, e si distaccarono le ville di Caldari, Rogatti e Torre, divenendo municipi autonomi, e il 1º febbraio 1799 i popolani giunsero a Ortona in un clima di completa anarchia, assaltando il palazzo comunale e incendiato l'archivio.

## Ortona occupata il 1 febbraio 1799
Lo storico lancianese Omobono Boacache ricorda che dal 31 gennaio al 1º febbraio a Ortona dei filo borbonici, sull'esempio di Lanciano, organizzarono la rivolta contro i francesi, e furono Filippo La Fazia, lo speziale Pietro Torrese, Vincenzo Rapino, il notaio Vincenzo Recchini, il prete Tommaso Cieri e lo studente Gaetano Gianvito. La sommossa esplose il 1º febbraio, e La Fazia, che aveva esperienze in rivolte, non riuscì a contenere la furia del popolo che non essendo organizzato fu facilmente bloccato dai francesi e molti della banda furono arrestati e condotti alla fortezza di Pescara. Al sopraggiungere della notte il mastrogiurato di Ortona organizzò un servizio di ronda per evitare nuove sommosse. Il giorno seguente a Porta Caldari arrivarono molti sanfedisti, provenienti da San Vito, Frisa, Fossacesia e Guardiagrele. Nella piazza pubblica furono portati sette cannoni per le celebrazioni della presa di Ortona, il tutto organizzato dal tenente Morelli aiutato da un certo Carlo Di Pietro.
Tuttavia la situazione precipitò quando si sparse la voce che a preparare le cartucce dei cannoni fosse un giacobino traditore, e la gente insorse, assaltò il palazzo comunale, arrestò il Di Pietro, le carte del comune furono distrutte o gettate nella piazza, e lo stesso palazzo fu ridotto quasi in macerie. Nella piazza fu acceso il fuoco, e a Ortona regnò l'anarchia completa, e ciò contribuì alla reazione ortonese contro questa sorta di "colpo di Stato" portato da stranieri. Soprattutto secondo il Bocache l'orgoglio per la propria storia, essendo stati perduti i documenti precedenti all'anno 1584, inclusi regesti federiciani e aragonesi.

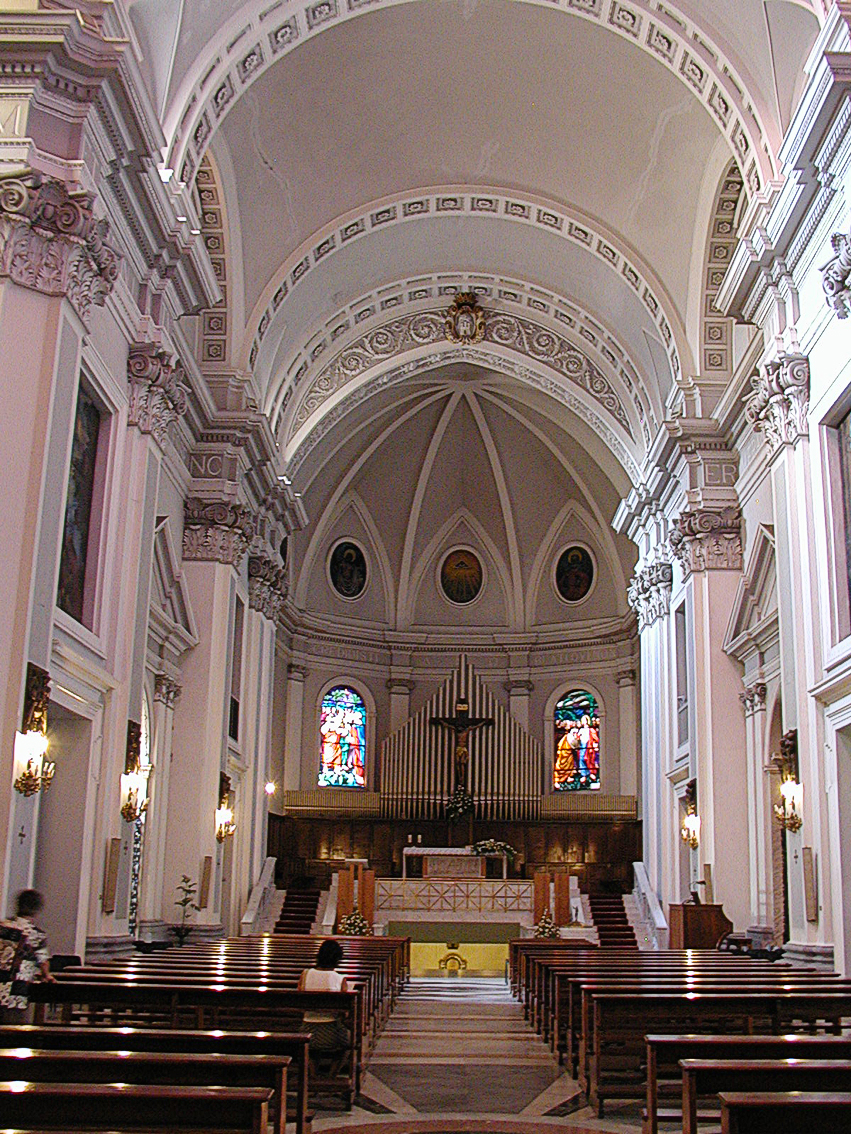
Interno della Cattedrale

Tuttavia prima di ciò i sanfedisti imperversarono ancora per la città, prendendo dal carcere i due cavalieri che la mattina avevano presieduto alla cerimonia dei cannoni, e vennero trucidati nella piazza e successivamente dati alle fiamme. Lo stesso avvenne per Codagnoni del Vasto, gli fu impedito di confessarsi e venne fucilato e poi bruciato.

## Ortona minacciata dai francesi (3-17 febbraio 1799)
il 3 febbraio giunse a Ortona una missiva falsificata attribuita a Giuseppe Pronio, massima autorità abruzzese riconosciuta da Ferdinando IV di Borbone per la lotta contro i giacobini francesi, la missiva ordinava ai sanfedisti di non compiere più massacri, ma di recarsi a Ripa Teatina, e così la massa si ritirò, comandata dal commissario francese Luisa Pecul. Fu l'occasione per gli ortonesi di contrattaccare, capeggiato dal barone De Sanctis. Costui organizzò la difesa di Ortona, creando barricate presso le mura, e impedendo in qualsiasi modo l'afflusso di forestieri alla città, le quattro porte delle mura furono sprangate, le due di Santa Caterina e di Caldari con catenaccio, le altre a terrapieno della Marina o del Carmine e di San Giacomo o Santa Maria, e si distrussero le strade per impedire il passaggio di cannoni provenienti da Pescara e Chieti.
Tuttavia le munizione per resistere a un eventuale assedio erano poche, e vennero inviati emissari a Barletta per acquistare fucili e cannoni. L'esercito francese intanto si era organizzato dalla fortezza di Pescara, capeggiato da Louis François Coutard con 2000 uomini, il quale partì il 17 febbraio verso Ortona, giungendo il giorno successivo.

### L'assedio francese del 19 febbraio
L'assedio scoppiò con in cannoneggiamento al torrione del Carmine, o dei Baglioni lungo la costa ad ovest. Il De Sanctis fece suonare tutte le campane per raccogliere il popolo a combattere, e da questo segno Coutard, che aveva momentaneamente interrotto l'assedio per prudenza, comprese che la città era difesa da plebe mal organizzata, e si avviò a Porta Carmine, tuttavia un suo vice venne colpito da una fucilata. Il Coutard abilmente sventolò un fazzoletto bianco in segno di resa, promettendo una riappacificazione col popolo ortonese se l'assedio fosse cessato, ma dalla città continuarono le cannonate, cosicché Ortona fu cinta d'assedio. La parte più fortificata era appunto la torre del Carmine, da cui piovevano le cannonate. Essendo la costa del Carmine imprendibile, i francesi aggirarono il promontorio e risalirono dal castello aragonese, ed entrarono in città. Il 19 alcuni sanfedisti forestieri si fermarono a Porta Caldari per tentare di riprendere la città, ma vennero subito ricacciati. Coutard, in seguito alla presa della città, non riuscì a contenere la voracità delle truppe di vendicarsi contro gli ortonesi, e la preda più importante del saccheggio fu ancora una volta la Cattedrale di San Tommaso: fu staccata la testa del busto d'argento del santo, e la chiesa stessa fu incendiata.
Il 20 le truppe partirono per Lanciano, dopo aver fucilato i prigionieri ancora in vita, mentre altri furono incarcerati a Pescara. Benché i cittadini ortonesi avessero dimostrato grande validità nel saper resistere a un assedio, l'assedio del 1799 si concluse in un massacro sia sociale che economico i cui effetti gravi si protrarranno per decenni. Sempre riguardo all'occupazione francese dell'Abruzzo e di Ortona, che ci fu con Giuseppe Bonaparte, nel 1811 durante le guerre napoleoniche, delle navi inglesi presero a cannoneggiare il porto il 12 febbraio, con successive razzie di navi e merci cittadine.

## L'Ottocento

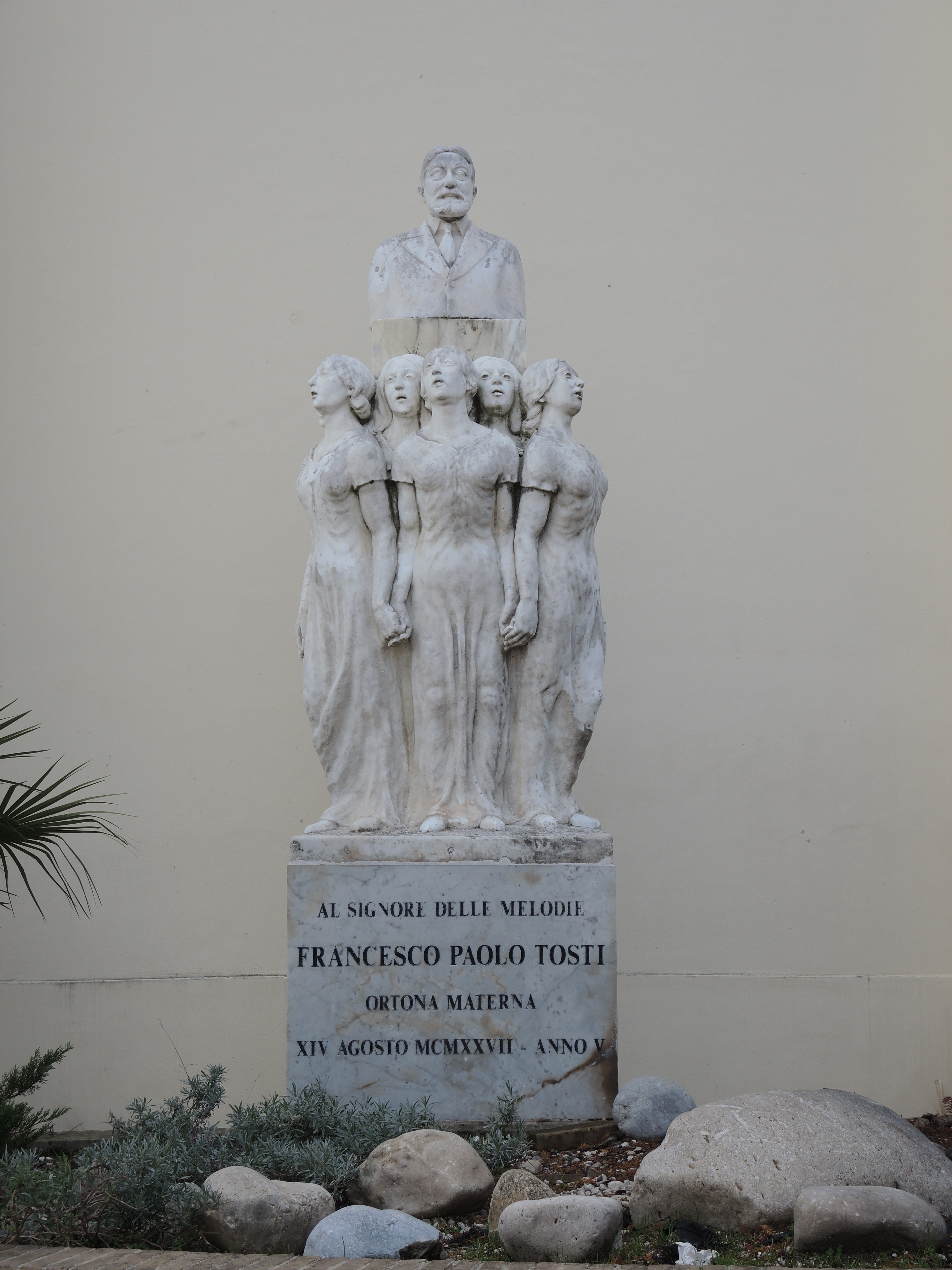
Monumento a Francesco Paolo Tosti in Piazza Teatro

Nel 1816, a seguito della Restaurazione avviata con il Congresso di Vienna, entrò a far parte del Regno borbonico delle Due Sicilie.
Dal 1829 al 1854 ci furono timide iniziative antiborboniche grazie ad un gruppo di carbonari e la città prese, dunque, vita ai moti del '48.
Nel 1848 fu eletto al Parlamento Napoletano il canonico, di idee liberali, Domenico Pugliesi.
Dunque questo periodo storico, nell'ambito politico-sociale, vede il rifiorimento di un nuovo ceto medio basato sulla borghesia e il commercio, dopo la caduta dei nobili ortonesi in seguito ai fatti del 1799. Scomparvero le storiche casate dei De Lecto, dei Marchesi e dei Pizzis, e sopravvissero i De Sanctis, i de Thinis, i Bernardi e i Patrizi. I de Sanctis abitavano nella zona vecchia, raccolti soprattutto nel Palazzo Mancini Riccardi dove morì Margherita d'Austria, mentre altri stavano nel Palazzo Rosica. Il barone Artemidoro De Sanctis aveva la residenza invece nel Palazzo Grilli.
Giuseppe Bonaparte visitò Ortona nel 1807 e fu tra le sue predilette ed ebbe rapporti con Tommaso Bernardi Patrizi, che fu ufficiale di cavalleria sotto Gioacchino Murat.

Ortona, passeggiata Orientale e Palazzo Farnese (1936)

Le nuove famiglie borghesi che emersero nel primo Ottocento furono i Pugliesi (il massimo esponente storico fu Domenico Pugliesi sacerdote, parlamentare ed educatore), gli Onofri di Tollo che si distinsero in politica tra il 1816 e il 1823, di partito filoborbonico; poi i Petrosemolo che avevano la sede in un palazzo di Piazza Plebiscito, Palazzo Bon, distrutto nel 1943. Egli ospitò anche Ferdinando II delle Due Sicilie in visita a Ortona nel 1832 e poi nel 1847. Poi vi erano i de Virgiliis di Ripa Teatina, che furono carbonari e liberali nel periodo mazziniano, i De Benedictis di Penne, esponenti antiborbonici che parteciparono ai moti del 1821, e da cui discendette Luisa de Benedictis, madre di Gabriele D'Annunzio

### Ortona e l'Unità d'Italia
Il 9 settembre 1860 il Decurionato (Consiglio Comunale) di Ortona delibera l'adesione al Regno d'Italia, o meglio al Governo provvisorio di Garibaldi, prima della battaglia di Castelfidardo (18 settembre) e di quella del Volturno (1-2 ottobre). Il 21 ottobre si svolse, in tutto il Regno, il Plebiscito. A Ortona la storica assise fu tenuta nella chiesa di s. Francesco e i sì di adesione a Casa Savoia ottennero una larga maggioranza.
Nell'immediato periodo dopo l'ingresso di Garibaldi a Napoli, 28 cittadini ortonesi vennero arrestati con l'accusa di cospirazionismo contro il nuovo governo d'Italia. Si trattava infatti di una sommossa anti-garibaldina organizzata da alcuni nobili fedeli a Francesco II con 300 contadini come armati, che avrebbero dovuto fare un colpo di Stato a Ortona la notte del 29 settembre 1860, per distruggere simbolicamente la bandiera nazionale, assalire il Corpo di Guardia, urlare "viva Francesco II!", saccheggiare le case dei gentiluomini filo-garibaldini, e proclamare il nuovo governo borbonico.

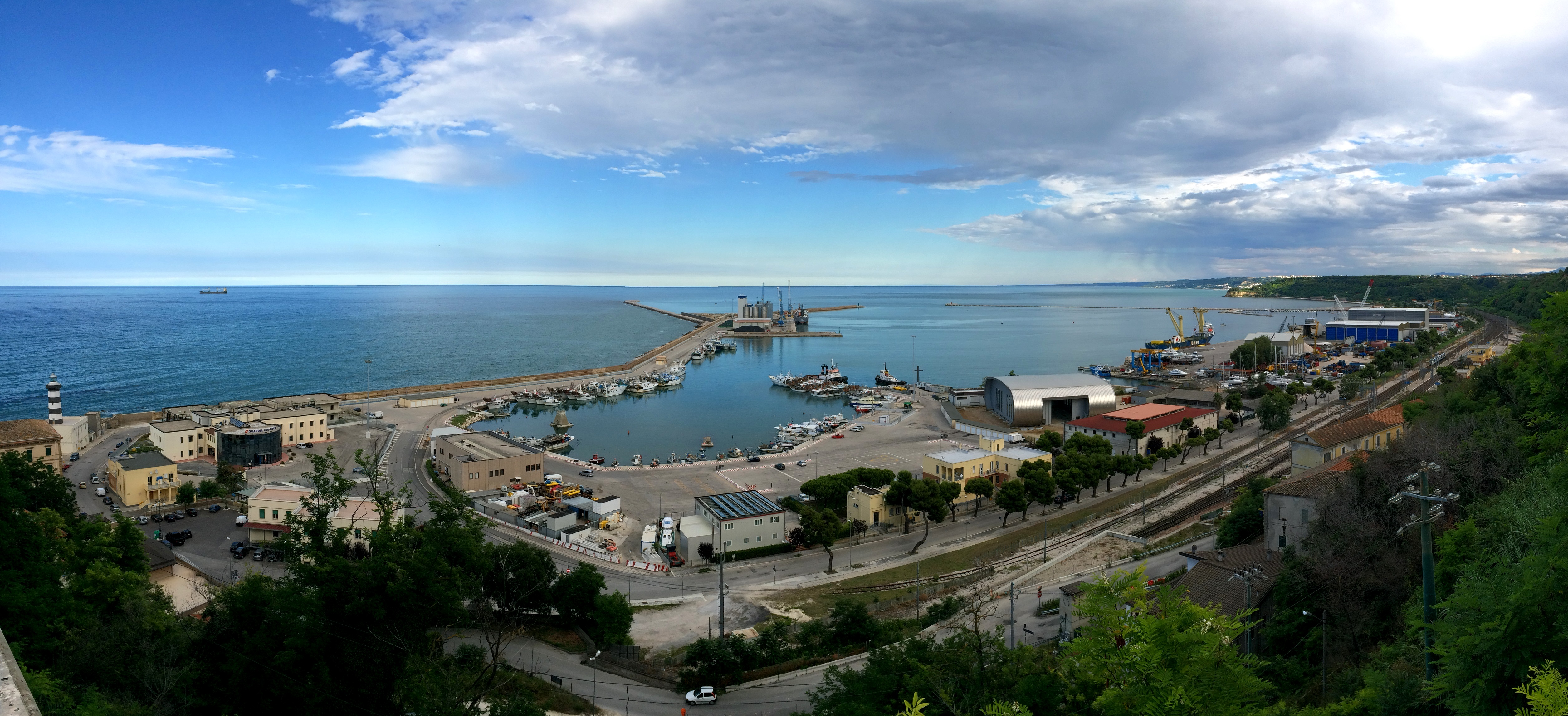
Porto di Ortona

Il piano sarebbe stato di giungere a Ortona da Fonte Grande, scendere al Peticcio, risalire da Madonna degli Angeli, e poi da strada Saraceni, ma la rivolta fallì perché due spie vennero arrestate, e un drappello da Lanciano fu inviato a rafforza la Guardia di Ortona, per temute sommosse antigovernative. Mentre i rivoltosi venivano arrestati, al proto giungeva una corvetta con il poeta e patriota Clemente de Caesaris, il quale contribuì a soffocare qualsiasi altro tentativo con minacce di pena di morte. Tuttavia ciò, se comportò la realizzazione di un buon clima di tranquillità politica in città, certo non fu lo stesso per i centri del contado ortonese, dove, nella medesima maniera di altre campagne abruzzese, nonché per le montagne della Majella e del Gran Sasso, si verificò il fenomeno del banditismo postunitario.
Intorno alla fine del secolo, Ortona conosce un periodo di vasta importanza culturale grazie alla presenza del compositore Francesco Paolo Tosti, che collabora assieme a Gabriele D'Annunzio e Francesco Paolo Michetti, nella stesura di opere, poesie e partiture. D'Annunzio ambienta alcune poesie e novelle abruzzesi a Ortona, mentre Tosti ne compone le partiture. Tosti parteciperà anche ad incontri culturali nel Convento Michetti nella vicina Francavilla al Mare. Inoltre ai primi del Novecento, l'attività culturale pittorico continuò con la famiglia Cascella: il capostipite Basilio Cascella si trasferì a Ortona, avendo origini a Pescara, e fu ceramista e pittore di stampo realistico con influssi chiaramente pastorali a tema abruzzese, e la sua attività fu portata sia nella scultura che nella pittura da Tommaso e Michele Cascella, finché la tradizione non si spostò nell'arte moderna a Pescara.
Il 10 settembre 1881 il territorio tra Orsogna, Ortona e Francavilla viene colpito da un terremoto del VII grado Scala Mercalli, che provoca danni alla città. Il terremoto fu testimoniato anche da Gabriele D'Annunzio in una delle "Novelle della Pescara".

## Il primo Novecento

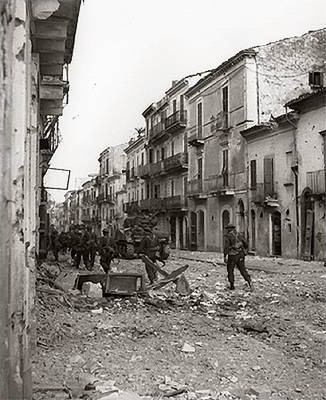
Corso Vittorio Emanuele il 22 dicembre 1943 circa, cannoneggiamenti degli Shermann canadesi

Nel 1906 a Ortona fu inaugurato il primo cinematografo e uno dei primi dell'Abruzzo, mentre il porto e la costa della città iniziava a beneficiare, come gli altri centri limitrofi costieri, del primo turismo balneare alto borghese.
Il 3 febbraio 1916, durante la prima guerra mondiale, una squadra austro-ungarica formata dall'incrociatore corazzato SMS Sankt Georg, da tre cacciatorpediniere e due torpediniere bombardò Ortona e San Vito Chietino; l'azione venne interrotta dall'intervento di un treno armato della Regia Marina munito di pezzi da 152/40 che con la sua controbatteria costrinse le navi ad interrompere l'azione.
Nel 1920 nasce un evento culturale dal nome Piedigrotta Abruzzese, creato dal compositore e poeta Luigi Dommarco e sua moglie,  divenuta poi la Maggiolata, dato che si svolgeva ogni 20 maggio, in vista delle feste patronali di San Tommaso. Dommarco collaborò con Guido Albanese, Cesare De Titta, Antonio Di Jorio, Luigi Sigismomdi, Luigi Illuminati, creando tra le celebri canzoni in concorso la famosa "Vola vola vola". Di fatto fino agli anni '70 la Maggiolata ortonese fu la culla della nascita delle più celebri canzoni folk abruzzesi della tradizione.
L'attività poetica di Luigi, fu portata avanti dal figlio, poeta dialettale e traduttore di Mallarmè, Alessandro Dommarco.

## Seconda guerra mondiale
Nel corso della seconda guerra mondiale la città diventa terreno di aspri scontri tra le truppe germaniche e quelle alleate.
Nella notte tra il 9 ed il 10 settembre 1943, la famiglia reale dei Savoia, dopo aver pernottato nel castello ducale di Crecchio, lascia dal porto di Ortona l'Italia occupata dai nazisti per approdare nella già liberata Brindisi per garantire il legittimo governo istituzionale della Nazione.
Da Ortona passa la linea Gustav, che ha l'altro capo a Cassino: una linea di difesa fortificata apprestata dalle forze germaniche nel punto più stretto della penisola. Infatti è proprio durante la seconda guerra mondiale che Ortona conosce momenti veramente difficili. La maggior parte della popolazione ortonese è costretta a scappare dalle proprie case. A nord, l'esercito tedesco e a sud, quello degli alleati, bombardano ininterrottamente Ortona per circa 6 mesi. La città praticamente rasa al suolo venne definita da Winston Churchill come "la Stalingrado d'Italia" per via del fatto che, similmente alla città sovietica, la battaglia si prolungò lungamente nel corpo della città. Restarono in piedi pochissimi edifici e comunque con gravissimi danni strutturali che portarono alla demolizione per motivi di sicurezza. La città fu liberata soltanto nel dicembre del 1943 quando le forze alleate oltrepassarono la linea Gustav sul versante adriatico. Per questo motivo la città fu insignita della medaglia d'oro al valor civile. Un pregevole documentario prodotto dalla SD Cinematografica ne racconta i retroscena.

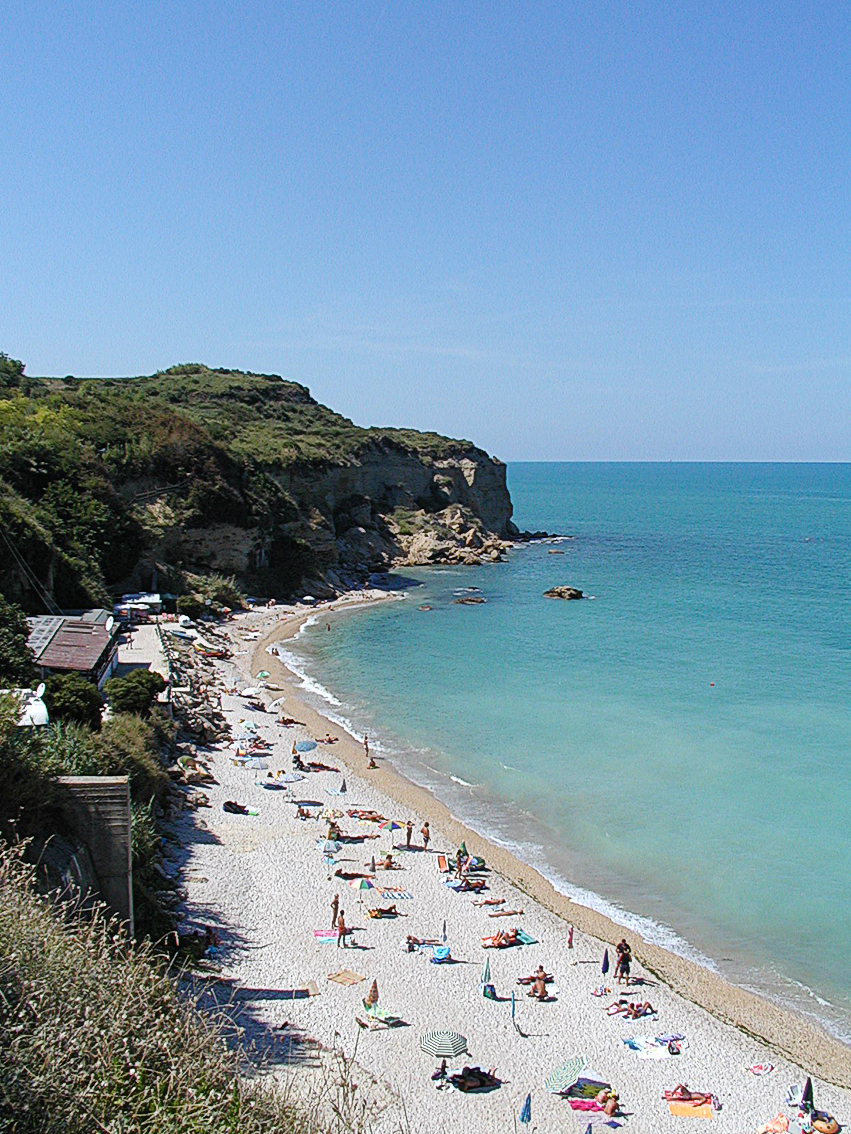
Spiaggia di Ortona: Ripari di Giobbe

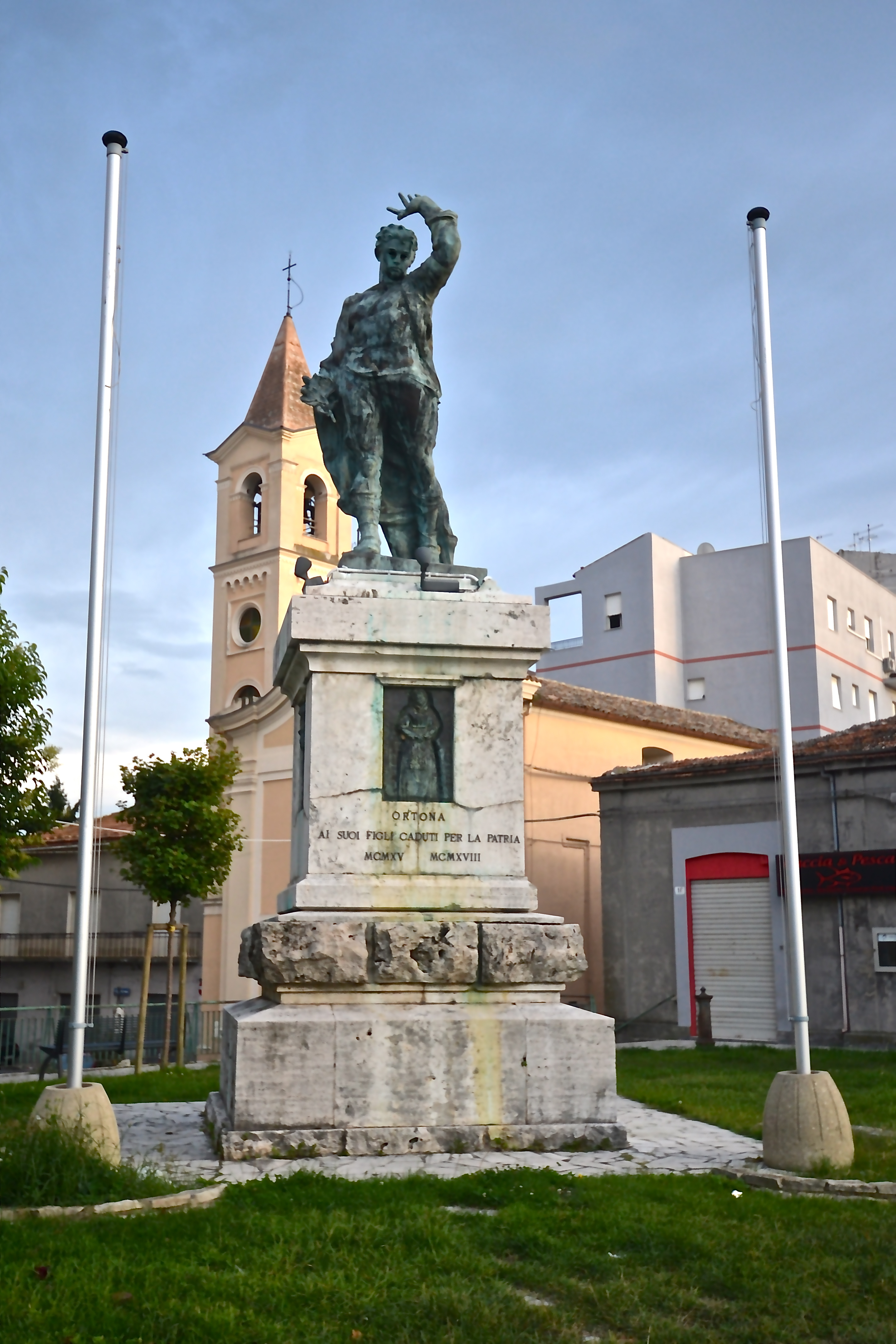
Monumento ai caduti, piazza di Porta Caldari

## Epoca contemporanea
La ricostruzione di Ortona è lenta e difficile. La municipalità, con fondi del piano Marshall, ospita gran parte della popolazione in palazzi-ricovero costruiti in fretta e furia nel rione sud di Ortona, di proprietà del convento di Costantinopoli, ora sede dei Padri Salesiani; le abitazioni sono quelle che sorgono lungo corso della Libertà, tra via San Giuseppe, via don Bosco, via della Rinascita, via Sanniti. Successivamente negli anni '60 verrà costruita la parrocchia di San Giuseppe, crescendo sempre di più questo quartiere.
La distruzione bellica negli anni cinquanta, quando Ortona era risollevata economicamente, comportò la perdita del 70% del patrimonio culturale storico; in alcuni casi ci furono demolizioni sconclusionate, come la perdita della casa natale di Francesco Paolo Tosti affacciata su piazza Municipio, dove fu eretto il palazzo dei portici. La Cattedrale venne ricostruita ex novo nel 1946-49 con richiami classicheggianti, meno il portale del 1312 di Nicola Mancino, rifatto per anastilosi, ma che perdeva molto dell'aspetto originale, essendo abbellito in passato anche da un elegante portico sulla piazza; la chiesa di San Francesco di piazza Risorgimento, completamente distrutta, viene ricostruita in forme miste, ma presto sconsacrata e abbandonata; così accade per l'ex chiesa dei Frati Osservanti, la chiesa della Madonna delle Grazie con annesso ospedale civile, fondato nel XIX secolo da don Gaetano Bernabeo, che poi verrà trasferito nel quartiere nuovo di Fonte Grande negli anni '90.
Alla furia nazista e alleata, sopravvissero il Palazzo Farnese e buona parte del Castello Aragonese, franato purtuttavia in parte nel 1946 per dissesto idrogeologico, e gran parte del rione Terravecchia, seppur con danni nel lato ovest delle mura di Torre Baglioni. La chiesetta della Madonna del Carmine in via Roma era stata gravemente danneggiata e pertanto fu demolita e ricostruita in forme moderne. Gran parte della piazza Porta Caldari venne ricostruita negli anni sessanta, con la costruzione del "Grattacielo", mescolando edifici moderni a quelli liberty di inizio Novecento. Così avvenne anche per il corso Vittorio Emanuele, con la perdita di alcuni edifici verso piazza Municipio, della cappella di San Biagio al corso, di vari edifici del sobborgo ebraico di Via Giudecca, e per piazza Municipio.
Ricostruzioni discutibili e contestate furono anche quelle presso la Passeggiata Orientale (ex via Umberto I), in cui alcuni palazzi, anche attigui il palazzo Farnese, furono abbattuti per costruire moderni condomini, stonando completamente con il contesto architettonico settecentesco della Terravecchia, che si era conservato soprattutto da piazzetta dei Pescatori, via Acciaiuoli, via della Fortuna.
Negli anni novanta Ortona, aveva iniziato a riacquistare valore artistico e turistico con l'istituzione di alcune associazioni culturali, la creazione della Pinacoteca Cascella nel palazzo Farnese con opere di Basilio Cascella provenienti dal Museo civico Cascella di Pescara, e tanti disegni e progetti dei figli Michele Cascella e Tommaso Cascella; del Museo della battaglia di Ortona (aperto nel 2002 presso l'ex convento di Sant'Anna) che ricorda con preziosi cimeli la settimana di gravi distruzioni e battaglie nella guerra, e la costruzione di strutture marittime attrezzate presso contrada Lido Riccio e Lido Saraceni, dove è stato ampliato il porto della città, che ancora oggi è uno dei più attrezzati e sfruttati d'Abruzzo.